# Danh sách nhạc phim Aa Megami-sama
Dưới đây là danh sách các bài hát (OSTs) từ loạt hoạt hình Aa Megami-sama (Ah! My Goddess!, ああっ女神さまっ - Aa! Megami-sama!)

## Aa Megami-sama(manga)

### Image Album - Music and Short Story
| #   | Tiếng Anh Title                                              | Tiếng Nhật Title               | Tiếng Nhật Title                | Time |
| #   | Tiếng Anh Title                                              | Kanji                          | Romaji                          | Time |
| --- | ------------------------------------------------------------ | ------------------------------ | ------------------------------- | ---- |
| 1.  | Coming Out of a Mirror (Kappei Yamaguchi)                    | 鏡をぬけて                     | Kagamiwo Nukete                 | 4:02 |
| 2.  | Drama Part 1                                                 | ドラマ・一分                   | Dorama Ichibun                  | 0:16 |
| 3.  | Our Campus Idol Is a Goddess (Seikou Nagaoka)                | キャンパス・アイドルは女神さま | Kyanpasu · Aidoruwa Megami-sama | 4:39 |
| 4.  | Drama Part 2                                                 | ドラマ・二分                   | Dorama Nibun                    | 3:24 |
| 5.  | The Dashing Motor Club                                       | 突っ走る自動車部               | Tsuppashiru Jidoushabu          | 3:15 |
| 6.  | Drama Part 3                                                 | ドラマ・三分                   | Dorama Sanbun                   | 0:49 |
| 7.  | Leave It to Me (Naoko Matsui)                                | ま~っかせなさ~いっっっ         | Ma~kasenasa~i!!!                | 3:52 |
| 8.  | Drama Part 4                                                 | ドラマ・四分                   | Dorama Yonbun                   | 2:16 |
| 9.  | Where Is the Lucky Star? (Seikou Nagaoka)                    | ラッキー・スターはどこに?      | Rakkii · Sutaa wa Dokoni?       | 4:26 |
| 10. | Drama Part 5                                                 | ドラマ・五分                   | Dorama Gobun                    | 1:31 |
| 11. | Spirits! (Seikou Nagaoka)                                    | 精霊たちよ                     | Seirei-tachiyo                  | 3:11 |
| 12. | Drama Part 6                                                 | ドラマ・六分                   | Dorama Rokubun                  | 0:39 |
| 13. | A Town with Goddess (Seikou Nagaoka)                         | 女神さまのいる町               | Megami-sama no Iru Machi        | 5:09 |
| 14. | Drama Part 7                                                 | ドラマ・七分                   | Dorama Nanabun                  | 0:19 |
| 15. | I Shall Be Here Forever (Noriko Hidaka)                      | いつまでも ここにいます        | Itsumademo Kokoni Imasu         | 3:59 |
| 16. | Drama Part 8                                                 | ドラマ・八分                   | Dorama Hachibun                 | 1:00 |
| 17. | Ah! My Goddess (Noriko Hidaka, Naoko Matsui, Chisa Yokoyama) | アー!マイ・ゴッドネス          | Aa! Mai Goddonesu!              | 5:05 |

## Goddess Family Club

### A Goddess's Feelings (Megami no Kimochi)
| #  | Tiếng Anh Title                                      | Tiếng Nhật Title                    | Tiếng Nhật Title                 | Time |
| #  | Tiếng Anh Title                                      | Kanji                               | Romaji                           | Time |
| -- | ---------------------------------------------------- | ----------------------------------- | -------------------------------- | ---- |
| 1. | A Goddess's Feelings                                 | 女神の気持ち                        | Megami no Kimochi                | 5:38 |
| 2. | Affection                                            | 愛情                                | Aijou                            | 4:38 |
| 3. | A Goddess's Feelings (Instrumental) (Takeshi Yasuda) | 女神の気持ち (インストゥルメンタル) | Megami no Kimochi (Instrumental) | 5:38 |
| 4. | Affection (Instrumental) (Takeshi Yasuda)            | 愛情 (インストゥルメンタル)         | Aijou (Instrumental)             | 4:39 |

### Call Me Goddess! (Megami-sama to Oyobi!)
| #  | Tiếng Anh Title                                        | Tiếng Nhật Title                           | Tiếng Nhật Title                     | Time |
| #  | Tiếng Anh Title                                        | Kanji                                      | Romaji                               | Time |
| -- | ------------------------------------------------------ | ------------------------------------------ | ------------------------------------ | ---- |
| 1. | Call Me Goddess!                                       | 女神さまっとお呼び!                        | Megami-sama to Oyobi!                | 4:03 |
| 2. | Summoning a Starry Sky                                 | 星空召喚                                   | Hoshizora Shoukan                    | 3:55 |
| 3. | Call Me Goddess! (Instrumental) (Takeshi Yasuda)       | 女神さまっとお呼び! (インストゥルメンタル) | Megami-sama to Oyobi! (Instrumental) | 4:02 |
| 4. | Summoning a Starry Sky (Instrumental) (Takeshi Yasuda) | 星空召喚 (インストゥルメンタル)            | Hoshizora Shoukan (Instrumental)     | 3:52 |

### The Law of Love (Koi no Housoku)
| #  | Tiếng Anh Title                                             | Tiếng Nhật Title                          | Tiếng Nhật Title                         | Time |
| #  | Tiếng Anh Title                                             | Kanji                                     | Romaji                                   | Time |
| -- | ----------------------------------------------------------- | ----------------------------------------- | ---------------------------------------- | ---- |
| 1. | The Law of Love                                             | 恋の法則                                  | Koi no Housoku                           | 4:32 |
| 2. | Don't Treat Me Like a Child                                 | 子供扱いしないでよ                        | Kodomo Atsukai Shinaideyo                | 3:57 |
| 3. | The Law of Love (Instrumental) (Takeshi Yasuda)             | 恋の法則 (インストゥルメンタル)           | Koi no Housoku (Instrumental)            | 4:32 |
| 4. | Don't Treat Me Like a Child (Instrumental) (Takeshi Yasuda) | 子供扱いしないでよ (インストゥルメンタル) | Kodomo Atsukai Shinaideyo (Instrumental) | 3:54 |

### 20-second Commercial Collection (20 Byou CM Gouka 10 Hontate)
| #   | Tiếng Anh Title                                 | Tiếng Nhật Title                | Tiếng Nhật Title                     | Time |
| #   | Tiếng Anh Title                                 | Kanji                           | Romaji                               | Time |
| --- | ----------------------------------------------- | ------------------------------- | ------------------------------------ | ---- |
| 1.  |                                                 | 紅談茶                          | Koudancha                            | 0:21 |
| 2.  |                                                 | 元気もりもり君アイス            | Genki Morimori-kun Ice               | 0:22 |
| 3.  |                                                 | コースー化粧品・夏の新色        | Kousuu Keshouhin: Natsu no Shinshoku | 0:21 |
| 4.  |                                                 | フジシマの編み棒                | Fujishima no Amibou                  | 0:21 |
| 5.  |                                                 | 猫実予備校                      | Nekomi Yobikou                       | 0:20 |
| 6.  | Kodansha "Afternoon"                            | 講談社 「アフタヌーン」         | Kodansha "Afternoon"                 | 0:21 |
| 7.  | Belldandy "A Goddess's Feelings" (Kikuko Inoue) | ベルダンディー 「女神の気持ち」 | Berudandii "Megami no Kimochi"       | 0:21 |
| 8.  | Skuld "The Law of Love" (Aya Hisakawa)          | スクルド 「恋の法則」           | Sukurudo "Koi no Housoku"            | 0:20 |
| 9.  | Urd "Call Me Goddess!" (Yumi Touma)             | ウルド 「女神さまっとお呼び!」  | Urudo "Megami-sama to Oyobi!"        | 0:21 |
| 10. | Mikami Debut Pack (Goddess Family Club)         | 三神デビュー・パック            | Mikami Debyuu Pakku                  | 0:23 |

### A Goddess Sings (Megami ha Utau)
| #  | Tiếng Anh Title                                                   | Tiếng Nhật Title                                    | Tiếng Nhật Title                                      | Time |
| #  | Tiếng Anh Title                                                   | Kanji                                               | Romaji                                                | Time |
| -- | ----------------------------------------------------------------- | --------------------------------------------------- | ----------------------------------------------------- | ---- |
| 1. | A Goddess Sings                                                   | 女神はうたう                                        | Megami ha Utau                                        | 4:30 |
| 2. | To Live with Me Is Your Happiness                                 | 僕と生きることが君のしあわせ                        | Boku to Ikiru Koto ga Kimi no Shiawase                | 4:32 |
| 3. | A Goddess Sings (Instrumental) (Takeshi Yasuda)                   | 女神はうたう (インストゥルメンタル)                 | Megami ha Utau (Instrumental)                         | 4:30 |
| 4. | To Live with Me Is Your Happiness (Instrumental) (Takeshi Yasuda) | 僕と生きることが君のしあわせ (インストゥルメンタル) | Boku to Ikiru Koto ga Kimi no Shiawase (Instrumental) | 4:29 |

### I Can't Leave Him Alone (Hottokenai no Sa)
Bản mẫu:Oh My Goddess! Soundtracks/album template
| #  | Tiếng Anh Title                                                    | Tiếng Nhật Title                        | Tiếng Nhật Title                           | Time |
| #  | Tiếng Anh Title                                                    | Kanji                                   | Romaji                                     | Time |
| -- | ------------------------------------------------------------------ | --------------------------------------- | ------------------------------------------ | ---- |
| 1. | I Can't Leave Him Alone                                            | 放っとけないのさ                        | Hottokenai no Sa                           | 4:28 |
| 2. | A Girl Waiting for a Shooting Star                                 | 流れ星を待つ少女                        | Nagareboshi wo Matsu Shoujo                | 4:43 |
| 3. | I Can't Leave Him Alone (Instrumental) (Takeshi Yasuda)            | 放っとけないのさ (インストゥルメンタル) | Hottokenai no Sa (Instrumental)            | 4:28 |
| 4. | A Girl Waiting for a Shooting Star (Instrumental) (Takeshi Yasuda) | 流れ星を待つ少女 (インストゥルメンタル) | Nagareboshi wo Matsu Shoujo (Instrumental) | 4:40 |

### You Can't Catch Me (Tsukamara nai Yo)
Bản mẫu:Oh My Goddess! Soundtracks/album template
| #  | Tiếng Anh Title                                        | Tiếng Nhật Title                        | Tiếng Nhật Title                  | Time |
| #  | Tiếng Anh Title                                        | Kanji                                   | Romaji                            | Time |
| -- | ------------------------------------------------------ | --------------------------------------- | --------------------------------- | ---- |
| 1. | You Can't Catch Me                                     | 捕まらないよ                            | Tsukamara nai Yo                  | 4:10 |
| 2. | Greetings with a Waltz                                 | ワルツであいさつ                        | Warutsu de Aisatsu                | 4:15 |
| 3. | You Can't Catch Me (Instrumental) (Takeshi Yasuda)     | 捕まらないよ (インストゥルメンタル)     | Tsukamara nai Yo (Instrumental)   | 4:10 |
| 4. | Greetings with a Waltz (Instrumental) (Takeshi Yasuda) | ワルツであいさつ (インストゥルメンタル) | Warutsu de Aisatsu (Instrumental) | 4:12 |

### I Can't Leave Him Alone (Hottokenai no Sa) - Claim Taishougaihen Version
| #  | Tiếng Anh Title         | Tiếng Nhật Title | Tiếng Nhật Title | Time |
| #  | Tiếng Anh Title         | Kanji            | Romaji           | Time |
| -- | ----------------------- | ---------------- | ---------------- | ---- |
| 1. | I Can't Leave Him Alone | 放っとけないのさ | Hottokenai no Sa | 4:56 |

### Happiness Accelerates (Shiawase ga Kasoku Suru) - Live Version
| #  | Tiếng Anh Title              | Tiếng Nhật Title                          | Tiếng Nhật Title                      | Time |
| #  | Tiếng Anh Title              | Kanji                                     | Romaji                                | Time |
| -- | ---------------------------- | ----------------------------------------- | ------------------------------------- | ---- |
| 1. | Happiness Accelerates (Live) | しあわせが加速する (ライヴ・ヴァージョン) | Shiawase ga Kasoku Suru (Raivu vājon) | 4:27 |
| 2. | A Message from God (Live)    | 神さまっの伝言 (ライヴ・ヴァージョン)     | Kami-sama no Dengon (Raivu vājon)     | 5:36 |

### Ah! My Goddess!☆Singles (Aa! Megami-sama!☆Singles)
| #   | Tiếng Anh Title                                  | Tiếng Nhật Title             | Tiếng Nhật Title                       | Time |
| #   | Tiếng Anh Title                                  | Kanji                        | Romaji                                 | Time |
| --- | ------------------------------------------------ | ---------------------------- | -------------------------------------- | ---- |
| 1.  | Happiness Accelerates (Goddess Family Club)      | しあわせが加速する           | Shiawase ga Kasoku Suru                | 4:20 |
| 2.  | A Goddess Sings (Kikuko Inoue)                   | 女神はうたう                 | Megami ha Utau                         | 4:29 |
| 3.  | Call Me Goddess! (Yumi Touma)                    | 女神さまっとお呼び!          | Megami-sama to Oyobi!                  | 4:03 |
| 4.  | Don't Treat Me Like a Child (Aya Hisakawa)       | 子供扱いしないでよ           | Kodomo-atsukai Shinaide Yo             | 3:56 |
| 5.  | A Girl Waiting for a Shooting Star (Yumi Touma)  | 流れ星を待つ少女             | Nagareboshi wo Matsu Shoujo            | 4:42 |
| 6.  | Affection (Kikuko Inoue)                         | 愛情                         | Aijou                                  | 4:40 |
| 7.  | You Can't Catch Me (Aya Hisakawa)                | 捕まらないよ                 | Tsukamara nai Yo                       | 4:10 |
| 8.  | I Can't Leave Him Alone (Yumi Touma)             | 放っとけないのさ             | Hottokenai no Sa                       | 4:28 |
| 9.  | A Goddess's Feelings (Kikuko Inoue)              | 女神の気持ち                 | Megami no Kimochi                      | 5:41 |
| 10. | Greetings with a Waltz (Aya Hisakawa)            | ワルツであいさつ             | Warutsu de Aisatsu                     | 4:14 |
| 11. | Summoning a Starry Sky (Yumi Touma)              | 星空召喚                     | Hoshizora Shoukan                      | 3:54 |
| 12. | The Law of Love (Aya Hisakawa)                   | 恋の法則                     | Koi no Housoku                         | 4:43 |
| 13. | To Live with Me Is Your Happiness (Kikuko Inoue) | 僕と生きることが君のしあわせ | Boku to Ikiru Koto ga Kimi no Shiawase | 4:31 |
| 14. | A Message from God (Goddess Family Club)         | 神さまの伝言                 | Kami-sama no Dengon                    | 4:46 |

### King of Extra Gifts (Tokuten-ou)
| #   | Tiếng Anh Title                                                             | Tiếng Nhật Title          | Tiếng Nhật Title                  | Time |
| #   | Tiếng Anh Title                                                             | Kanji                     | Romaji                            | Time |
| --- | --------------------------------------------------------------------------- | ------------------------- | --------------------------------- | ---- |
| 1.  | The Poor's Dance, Narration                                                 | 貧乏の踊りサービス        | Binbou no Odori Saabisu           | 1:35 |
| 2.  | High Quality Song (Junko Takami)                                            | ハイ・クオリティ・ソング  | Hai Kuoriti Songu                 | 3:57 |
| 3.  | The Man and Goddess's Love Song (Masami Kikuchi, Kikuko Inoue)              | 男と女神のラヴ・ソング    | Otoko to Megami no Ravu Songu     | 4:28 |
| 4.  | Oh Urd! 1                                                                   | おおっウルド1             | Oo! Urudo 1                       | 0:29 |
| 5.  | You're Not an Elementary School Student Any More, Right? (Yuriko Fuchizaki) | 小学生じゃないんだから    | Shougakusei ja Nainda Kara        | 5:00 |
| 6.  | Greeting by Goddess Folk-song Club                                          | GFsCあいさつ              | Goddess Folk-song Club Aisatsu    | 1:05 |
| 7.  | Unlucky Day (Goddess Folk-song Club)                                        | 仏滅                      | Butsumetsu                        | 4:08 |
| 8.  | Woman of Nekomi (Urara Takano)                                              | 猫実の女                  | Nekomi no Hito                    | 4:20 |
| 9.  | Oh Urd! 2                                                                   | おおっウルド2             | Oo! Urudo 2                       | 0:35 |
| 10. | Fight! Banpei-kun RX (Goddess Funky-monkey Club)                            | 闘えっ!ばんぺいくんRX     | Tatakae! Banpei-kun RX            | 4:07 |
| 11. | The Four-Wheel Club Is Now Welcoming Newcomers                              | 4輪部入会受け付け中       | Yonrinbu Nyuukai Uketsuke Chuu    | 1:34 |
| 12. | The Song of the Motor Club                                                  | 正調・自動車部々歌        | Seichou - Jidoushabu Buka         | 3:54 |
| 13. | Devil's CD Notice                                                           | 「悪魔のCD」告知          | "Akuma no CD" Kokuchi             | 0:28 |
| 14. | Don't Use My Name without Permission (Chieko Honda)                         | 勝手に名前を使わないでね  | Katte ni Namae wo Tsukawanaide Ne | 3:01 |
| 15. | Like I Said, It's Not Me                                                    | だから私じゃないんです    | Dakara watashi ja Nain Desu       | 0:27 |
| 16. | Let's Play with the Composer Mecha (Aya Hisakawa)                           | 作曲くんメカと遊ぼう      | Sakkyoku-kun Meka to Asobou       | 5:45 |
| 17. | Rescue This Rude Disc!                                                      | 無礼な音盤を救え!         | Burei na Onban o Sukue!           | 1:37 |
| 18. | As If the Earth Would Smile (Goddess Family Club)                           | 地球が微笑むように        | Chikyuu ga Hohoemu you Ni         | 6:02 |
| 19. | I Can't Leave Him Alone - Everyone Together!                                | 放っとけないのさ全員集合! | Hottokenai No Sa Zen'in Shuugou!  | 7:16 |

### God's Present (Kami-sama no Okurimono)
| #  | Tiếng Anh Title                                                       | Tiếng Nhật Title         | Tiếng Nhật Title               | Time |
| #  | Tiếng Anh Title                                                       | Kanji                    | Romaji                         | Time |
| -- | --------------------------------------------------------------------- | ------------------------ | ------------------------------ | ---- |
| 1. | Even Though My Unrequited Love Is Still Unknown (Goddess Family Club) | 片思いしか知らないくせに | Kataomoi Shika Shiranai Kuseni | 4:59 |
| 2. | Ribbon (Kikuko Inoue)                                                 | N/A                      | N/A                            | 4:43 |
| 3. | Back-to-back, Hearts Racing (Yumi Touma)                              | 背中あわせのときめき     | Senaka Awase no Tokimeki       | 5:23 |
| 4. | The Gloves Hidden in My Pockets (Kikuko Inoue)                        | ポケットに隠した手ぶくろ | Poketto ni Kakushita Tebukuro  | 4:28 |
| 5. | Cookie's Story (Aya Hisakawa)                                         | N/A                      | N/A                            | 4:38 |
| 6. | Music Box That Plays a Sadly-colored Melody (Goddess Family Club)     | 悲しい音色のオルゴール   | Kanashii Neiro no Orugooru     | 5:16 |
| 7. | White Fairy (Yumi Touma)                                              | 白い妖精                 | Shiroi Yousei                  | 4:29 |
| 8. | Let's Fall in Love Again (Aya Hisakawa)                               | また恋をしようよ         | Mata Koi wo Shiyouyo           | 4:46 |
| 9. | God's Present (Goddess Family Club)                                   | 神さまの贈りもの         | Kami-sama no Okurimono         | 8:57 |

### Your Birthday (Anata no Birthday)
| #  | Tiếng Anh Title                                  | Tiếng Nhật Title                                | Tiếng Nhật Title                 | Time |
| #  | Tiếng Anh Title                                  | Kanji                                           | Romaji                           | Time |
| -- | ------------------------------------------------ | ----------------------------------------------- | -------------------------------- | ---- |
| 1. | Your Birthday                                    | あなたのＢｉｒｔｈｄａｙ                        | Anata no Birthday                | 5:12 |
| 2. | Meaningful Tears                                 | なみだの意味                                    | Namida no Imi                    | 4:30 |
| 3. | Your Birthday (Instrumental) (Takeshi Yasuda)    | あなたのＢｉｒｔｈｄａｙ (インストゥルメンタル) | Anata no Birthday (Instrumental) | 5:14 |
| 4. | Meaningful Tears (Instrumental) (Takeshi Yasuda) | なみだの意味 (インストゥルメンタル)             | Namida no Imi (Instrumental)     | 4:32 |

### Fortune Smiled on You
| #  | Tiếng Anh Title                                       | Tiếng Nhật Title                    | Tiếng Nhật Title                 | Time |
| #  | Tiếng Anh Title                                       | Kanji                               | Romaji                           | Time |
| -- | ----------------------------------------------------- | ----------------------------------- | -------------------------------- | ---- |
| 1. | Fortune Smiled on You                                 | N/A                                 | N/A                              | 4:21 |
| 2. | Memory of Petals                                      | 花びらの記憶                        | Hanabira no Kioku                | 4:51 |
| 3. | Fortune Smiled on You (Instrumental) (Takeshi Yasuda) | N/A                                 | N/A                              | 4:20 |
| 4. | Memory of Petals (Instrumental) (Takeshi Yasuda)      | 花びらの記憶 (インストゥルメンタル) | Hanabira no Kioku (Instrumental) | 4:52 |

### Bicycle (Jitensha)
| #  | Tiếng Anh Title                            | Tiếng Nhật Title                | Tiếng Nhật Title        | Time |
| #  | Tiếng Anh Title                            | Kanji                           | Romaji                  | Time |
| -- | ------------------------------------------ | ------------------------------- | ----------------------- | ---- |
| 1. | Bicycle                                    | 自転車                          | Jitensha                | 4:41 |
| 2. | Rice Balls                                 | おにぎり                        | Onigiri                 | 4:17 |
| 3. | Bicycle (Instrumental) (Takeshi Yasuda)    | 自転車 (インストゥルメンタル)   | Jitensha (Instrumental) | 4:40 |
| 4. | Rice Balls (Instrumental) (Takeshi Yasuda) | おにぎり (インストゥルメンタル) | Onigiri (Instrumental)  | 4:16 |

### I Can't Change It, I Can't Be Transmitted (Kimi wo Kaerarenai Boku ga Tsutawaranai)
| #  | Tiếng Anh Title                                                           | Tiếng Nhật Title                                            | Tiếng Nhật Title                                       | Time |
| #  | Tiếng Anh Title                                                           | Kanji                                                       | Romaji                                                 | Time |
| -- | ------------------------------------------------------------------------- | ----------------------------------------------------------- | ------------------------------------------------------ | ---- |
| 1. | I Can't Change It, I Can't Be Transmitted                                 | きみを変えられない、ぼくが伝わらない                        | Kimi wo Kaerarenai Boku ga Tsutawaranai                | 4:28 |
| 2. | Pictures at an Exhibition                                                 | 展覧会の絵                                                  | Tenrankai no E                                         | 4:46 |
| 3. | I Can't Change It, I Can't Be Transmitted (Instrumental) (Takeshi Yasuda) | きみを変えられない、ぼくが伝わらない (インストゥルメンタル) | Kimi wo Kaerarenai Boku ga Tsutawaranai (Instrumental) | 4:28 |
| 4. | Pictures at an Exhibition (Instrumental) (Takeshi Yasuda)                 | 展覧会の絵 (インストゥルメンタル)                           | Tenrankai no E (Instrumental)                          | 4:41 |

### God's Karaoke (Kami no Karaoke)
| #      | Tiếng Anh Title                                                | Tiếng Nhật Title                          | Tiếng Nhật Title                            | Time  |
| #      | Tiếng Anh Title                                                | Kanji                                     | Romaji                                      | Time  |
| ------ | -------------------------------------------------------------- | ----------------------------------------- | ------------------------------------------- | ----- |
| Disc 1 |                                                                |                                           |                                             |       |
| 1.     | Affection                                                      | 愛情                                      | Aijou                                       | 4:44  |
| 2.     | The Man and Goddess's Love Song (Both Parts)                   | 男と女神のラブ・ソング                    | Otoko to Megami no Love Song                | 4:32  |
| 3.     | The Man and Goddess's Love Song (Sing Keiichi's Part)          | 男と女神のラブ・ソング                    | Otoko to Megami no Love Song                | 4:31  |
| 4.     | The Man and Goddess's Love Song (Sing Belldandy's Part)        | 男と女神のラブ・ソング                    | Otoko to Megami no Love Song                | 4:31  |
| 5.     | Even Though My Unrequited Love Is Still Unknown                | 片思いしか知らないくせに                  | Kataomoi Shika Shiranai Kuseni              | 5:02  |
| 6.     | Don't Abuse My Name without Permission                         | 勝手に名前を使わないでね                  | Katte ni Namae wo Tsukawanaide Ne           | 3:04  |
| 7.     | Music Box That Plays a Sadly-colored Melody                    | 悲しい音色のオルゴール                    | Kanashii Neiro no Orugooru                  | 5:19  |
| 8.     | God's Present                                                  | 神さまの贈りもの                          | Kami-sama no Okurimono                      | 9:13  |
| 9.     | A Message from God                                             | 神さまの伝言                              | Kami-sama no Dengon                         | 4:50  |
| 10.    | A Message from God (Live)                                      | 神さまの伝言                              | Kami-sama no Dengon                         | 5:41  |
| 11.    | Cookie's Story                                                 | N/A                                       | N/A                                         | 4:41  |
| 12.    | The Law of Love                                                | 恋の法則                                  | Koi no Housoku                              | 4:46  |
| 13.    | Don't Treat Me Like a Child                                    | 子供扱いしないでよ                        | Kodomo Atsukai Shinaide Yo                  | 3:59  |
| 14.    | Congratulations!                                               | N/A                                       | N/A                                         | 4:27  |
| 15.    | Congratulations! (Video & LD size)                             | N/A                                       | N/A                                         | 1:31  |
| Disc 2 |                                                                |                                           |                                             |       |
| 1.     | Let's Play with the Composer Mecha (Both Parts)                | 作曲くんメカと遊ぼう                      | Sakkyoku-kun Mecha to Asobou                | 5:50  |
| 2.     | Let's Play with the Composer Mecha (Sing Skuld's Part)         | 作曲くんメカと遊ぼう                      | Sakkyoku-kun Mecha to Asobou                | 5:50  |
| 3.     | Let's Play with the Composer Mecha (Sing Composer's Part)      | 作曲くんメカと遊ぼう                      | Sakkyoku-kun Mecha to Asobou                | 5:49  |
| 4.     | Happiness Accelerates                                          | しあわせが加速する                        | Shiawase ga Kasoku Suru                     | 4:23  |
| 5.     | Happiness Accelerates (Live)                                   | しあわせが加速する (ライヴ・ヴァージョン) | Shiawase ga Kasoku Suru (Raivu vājon)       | 4:32  |
| 6.     | You're Not an Elementary School Student Any More, Right?       | 小学生じゃないんだから                    | Shogakusei ja Nain Dakara                   | 5:03  |
| 7.     | White Fairy                                                    | 白い妖精                                  | Shiroi Yousei                               | 4:36  |
| 8.     | The Song of the Motor Club                                     | 正調・自動車部々歌                        | Seichou - Jidoshabu Buka                    | 3:58  |
| 9.     | Back-to-back, Hearts Racing                                    | 背中あわせのときめき                      | Senaka Awase no Tokimeki                    | 5:27  |
| 10.    | Fight! Banpei-kun RX                                           | 闘えっ!ばんべいくんRX                     | Tatakae! Banpei-kun RX                      | 4:11  |
| 11.    | Fight! Banpei-kun RX (Sing Yoshida Jaamane's Part)             | 闘えっ!ばんべいくんRX                     | Tatakae! Banpei-kun RX                      | 4:11  |
| 12.    | Fight! Banpei-kun RX (Sing Kousuke Fujishima's Part)           | 闘えっ!ばんべいくんRX                     | Tatakae! Banpei-kun RX                      | 4:10  |
| 13.    | As If the Earth Would Smile                                    | 地球が微笑むように                        | Chikyuu ga Hohoemu you Ni                   | 6:06  |
| 14.    | You Can't Catch Me                                             | 捕まらないよ                              | Tsukarama nai Yo                            | 4:13  |
| 15.    | A Girl Waiting for a Shooting Star                             | 流れ星を待つ少女                          | Nagareboshi wo Matsu Shoujo                 | 4:40  |
| Disc 3 |                                                                |                                           |                                             |       |
| 1.     | Woman of Nekomi                                                | 猫実の女                                  | Nekomi no Hito                              | 4:24  |
| 2.     | High Quality Song                                              | N/A                                       | N/A                                         | 4:01  |
| 3.     | Unlucky Day                                                    | 仏滅                                      | Butsumetsu                                  | 4:13  |
| 4.     | To Live with Me Is Your Happiness                              | 僕と生きることが君のしあわせ              | Boku to Ikiru Koto ga Kimi no Shiawase      | 4:34  |
| 5.     | The Gloves Hidden in My Pockets                                | ポケットに隠した手ぶくろ                  | Pokketto ni Kakushita Tebukuro              | 4:32  |
| 6.     | Summoning a Starry Sky                                         | 星空召喚                                  | Hoshizora Shoukan                           | 3:57  |
| 7.     | I Can't Leave Him Alone (Sing Urd's Part)                      | 放っとけないのさ                          | Hottokenai no Sa                            | 4:31  |
| 8.     | I Can't Leave Him Alone (Sing Chorus's Part)                   | 放っとけないのさ                          | Hottokenai no Sa                            | 4:32  |
| 9.     | I Can't Leave Him Alone - Everyone Together! (Sing Urd's Part) | 放っとけないのさ全員集合!                 | Hottokenai no Sa Zennin Shugo!              | 4:26  |
| 10.    | I Can't Confess My Heart, I Wanna Confirm Your Heart           | My Heart言い出せない,Your Heart確かめたい | My Heart Iidasenai, Your Heart Tashikametai | 4:20  |
| 11.    | I Can't Confess My Heart, I Wanna Confirm Your Heart (TV Size) | My Heart言い出せない,Your Heart確かめたい | My Heart Iidasenai, Your Heart Tashikametai | 1:40  |
| 12.    | Let's Fall in Love Again                                       | また恋をしようよ                          | Mata Koi wo Shiyouyo                        | 4:48  |
| 13.    | Call Me Goddess!                                               | 女神さまっとお呼び!                       | Megami-sama to Oyobi!                       | 4:05  |
| 14.    | A Goddess's Feelings                                           | 女神の気持ち                              | Megami no Kimochi                           | 5:44  |
| 15.    | A Goddess Sings                                                | 女神はうたう                              | Megami ha Utau                              | 4:33  |
| 16.    | Ribbon                                                         | N/A                                       | N/A                                         | 4:47  |
| 17.    | Greetings with a Waltz                                         | ワルツであいさつ                          | Waltz de Aisatsu                            | 4:12  |
| Disc 4 |                                                                |                                           |                                             |       |
| 1.     | Introduction to CD 1                                           |                                           | Kashou Shidou Zadankai, CD 1 "A" kara "KO"  | 0:09  |
| 2.     | Goddess Family Club                                            |                                           | Goddess Family Club                         | 5:30  |
| 3.     | Mitsuo Iwata (Gan-chan)                                        |                                           | Iwata Mitsuo                                | 1:21  |
| 4.     | Goddess Family Club                                            |                                           | Goddess Family Club                         | 9:35  |
| 5.     | Introduction to CD 2                                           |                                           | Kashou Shidou Zadankai, CD 2 "sa" kara "na" | 0:08  |
| 6.     | Goddess Family Club                                            |                                           | Goddess Family Club                         | 0:50  |
| 7.     | Kousuke Fujishima                                              |                                           | Fujishima Kousuke                           | 1:28  |
| 8.     | Goddess Family Club                                            |                                           | Goddess Family Club                         | 0:51  |
| 9.     | Yoshida Jaamane                                                |                                           | Jaamane Yoshida                             | 1:24  |
| 10.    | Goddess Family Club                                            |                                           | Goddess Family Club                         | 5:47  |
| 11.    | Yuriko Fuchizaki (Megumi)                                      |                                           | Fuchizaki Yuriko                            | 1:28  |
| 12.    | Goddess Family Club                                            |                                           | Goddess Family Club                         | 6:33  |
| 13.    | Introduction to CD 3                                           |                                           | Kashou Shidou Zadankai, CD 2 "ne" kara "wa" | 0:09  |
| 14.    | Goddess Family Club                                            |                                           | Goddess Family Club                         | 1:05  |
| 15.    | Urara Takano (Marller)                                         |                                           | Takano Urara                                | 1:06  |
| 16.    | Goddess Family Club                                            |                                           | Goddess Family Club                         | 7:12  |
| 17.    | Junko Asami (Sayoko)                                           |                                           | Asami Junko                                 | 1:27  |
| 18.    | Goddess Family Club                                            |                                           | Goddess Family Club                         | 6:22  |
| 19.    | Masami Kikuchi (Keiichi)                                       |                                           | Kikuchi Masami                              | 1:02  |
| 20.    | Goddess Family Club                                            |                                           | Goddess Family Club                         | 11:50 |

### God's Present Plus (Kami-sama no Okurimono Plus)
| #      | Tiếng Anh Title                                      | Tiếng Nhật Title                          | Tiếng Nhật Title                            | Time |
| #      | Tiếng Anh Title                                      | Kanji                                     | Romaji                                      | Time |
| ------ | ---------------------------------------------------- | ----------------------------------------- | ------------------------------------------- | ---- |
| Disc 1 |                                                      |                                           |                                             |      |
| 1.     | Even Though My Unrequited Love Is Still Unknown      | 片思いしか知らないくせに                  | Kataomoi Shika Shiranai Kuseni              | 4:59 |
| 2.     | Ribbon                                               | N/A                                       | N/A                                         | 4:43 |
| 3.     | Back-to-back, Hearts Racing                          | 背中あわせのときめき                      | Senaka Awase no Tokimeki                    | 5:23 |
| 4.     | The Gloves Hidden in My Pockets                      | ポケットに隠した手ぶくろ                  | Pokketto ni Kakushita Tebukuro              | 4:28 |
| 5.     | Cookie's Story                                       | N/A                                       | N/A                                         | 4:37 |
| 6.     | Music Box That Plays a Sadly-colored Melody          | 悲しい音色のオルゴール                    | Kanashii Neiro no Orugooru                  | 5:15 |
| 7.     | White Fairy                                          | 白い妖精                                  | Shiroi Yousei                               | 4:29 |
| 8.     | Let's Fall in Love Again                             | また恋をしようよ                          | Mata Koi wo Shiyouyo                        | 4:45 |
| 9.     | God's Present                                        | 神さまの贈りもの                          | Kami-sama no Okurimono                      | 8:57 |
| Disc 2 |                                                      |                                           |                                             |      |
| 1.     | Prologue (Instrumental)                              | N/A                                       | N/A                                         | 2:23 |
| 2.     | Music Box That Plays a Sadly-colored Melody          | 悲しい音色のオルゴール                    | Kanashii Neiro no Orugooru                  | 5:13 |
| 3.     | I Can't Confess My Heart, I Wanna Confirm Your Heart | My Heart言い出せない,Your Heart確かめたい | My Heart Iidasenai, Your Heart Tashikametai | 4:12 |
| 4.     | Pictures at an Exhibition (Add Strings Version)      | 展覧会の絵                                | Tenrankai no E (Add Strings Version)        | 5:07 |
| 5.     | Even Though My Unrequited Love Is Still Unknown      | 片思いしか知らないくせに                  | Kataomoi Shika Shiranai Kuseni              | 4:58 |
| 6.     | I Can't Change It, I Can't Be Transmitted            | きみを変えられない,ぼくが伝わらない       | Kimi wo Kaerarenai, Boku ga Tsutawaranai    | 5:16 |
| 7.     | Afternoon Nap (Instrumental)                         | N/A                                       | N/A                                         | 2:08 |
| 8.     | Congratulations! (Add Strings Version)               | N/A                                       | N/A                                         | 4:24 |
| 9.     | God's Present                                        | 神さまの贈りもの                          | Kami-sama no Okurimono                      | 8:28 |
| 10.    | Epilogue (Instrumental)                              | Epilogue (インストゥルメンタル)           | Epilogue (Instrumental)                     | 1:30 |

### Singles Plus
| #      | Tiếng Anh Title                                  | Tiếng Nhật Title             | Tiếng Nhật Title                       | Time |
| #      | Tiếng Anh Title                                  | Kanji                        | Romaji                                 | Time |
| ------ | ------------------------------------------------ | ---------------------------- | -------------------------------------- | ---- |
| Disc 1 |                                                  |                              |                                        |      |
| 1.     | Happiness Accelerates                            | しあわせが加速する           | Shiawase ga Kasoku Suru                | 4:20 |
| 2.     | A Goddess Sings                                  | 女神はうたう                 | Megami wa Utau                         | 4:29 |
| 3.     | Call Me Goddess!                                 | 女神さまっとお呼び!          | Megami-sama to Oyobi!                  | 4:03 |
| 4.     | Don't Treat Me Like a Child                      | 子供扱いしないでよ           | Kodomo Atsukai Shinaide Yo             | 3:56 |
| 5.     | A Girl Waiting for a Shooting Star               | 流れ星を待つ少女             | Nagareboshi wo Matsu Shoujo            | 4:42 |
| 6.     | Affection                                        | 愛情                         | Aijou                                  | 4:40 |
| 7.     | You Can't Catch Me                               | 捕まらないよ                 | Tsukamara nai Yo                       | 4:10 |
| 8.     | Fortune Smiled on You                            | N/A                          | N/A                                    | 4:22 |
| 9.     | Rice Balls                                       | おにぎり                     | Onigiri                                | 4:15 |
| 10.    | Your Birthday                                    | あなたのBirthday             | Anata no Birthday                      | 5:12 |
| Disc 2 |                                                  |                              |                                        |      |
| 1.     | A Goddess's Feelings                             | 女神の気持ち                 | Megami no Kimochi                      | 5:41 |
| 2.     | I Can't Leave Him Alone                          | 放っとけないのさ             | Hottokenai No Sa                       | 4:28 |
| 3.     | Greetings with a Waltz                           | ワルツであいさつ             | Waltz de Aisatsu                       | 4:14 |
| 4.     | Memory of Petals                                 | 花びらの記憶                 | Hanabira no Kioku                      | 4:52 |
| 5.     | Meaningful Tears                                 | なみだの意味                 | Namida no Imi                          | 4:30 |
| 6.     | Bicycle                                          | 自転車                       | Jitensha                               | 4:40 |
| 7.     | Summoning a Starry Sky                           | 星空召喚                     | Hoshizora Shoukan                      | 3:54 |
| 8.     | The Law of Love                                  | 恋の法則                     | Koi no Housoku                         | 4:43 |
| 9.     | To Live with Me Is Your Happiness (Kikuko Inoue) | 僕と生きることが君のしあわせ | Boku to Ikiru Koto ga Kimi no Shiawase | 4:31 |
| 10.    | A Message from God                               | 神さまの伝言                 | Kami-sama no Dengon                    | 4:46 |

### King of Extra Gifts Plus (Tokuten-ou Plus)
| #      | Tiếng Anh Title                                                 | Tiếng Nhật Title                                     | Tiếng Nhật Title                                        | Time |
| #      | Tiếng Anh Title                                                 | Kanji                                                | Romaji                                                  | Time |
| ------ | --------------------------------------------------------------- | ---------------------------------------------------- | ------------------------------------------------------- | ---- |
| Disc 1 |                                                                 |                                                      |                                                         |      |
| 1.     | The Poor's Dance, Narration                                     | 貧乏の踊りサービス                                   | Binbou no Odori Saabisu                                 |      |
| 2.     | High Quality Song                                               | N/A                                                  | N/A                                                     |      |
| 3.     | The Man and Goddess's Love Song                                 | 男と女神のラブ・ソング                               | Otoko to megami no Love Song                            |      |
| 4.     | Oh Urd! 1                                                       | おおっウルド1                                        | Oo! Urudo 1                                             |      |
| 5.     | You're Not an Elementary School Student Any More, Right?        | 小学生じゃないんだから                               | Shougakusei ja Nainda Kara                              |      |
| 6.     | Greeting by Goddess Folk-song Club                              | GFsCあいさつ                                         | Goddess Folk-song Club Aisatsu                          |      |
| 7.     | Unlucky Day                                                     | 仏滅                                                 | Butsumetsu                                              |      |
| 8.     | Woman of Nekomi                                                 | 猫実の女                                             | Nekomi no Hito                                          |      |
| 9.     | Oh Urd! 2                                                       | おおっウルド2                                        | Oo! Urudo 2                                             |      |
| 10.    | Fight! Banpei-kun RX                                            | 闘えっ!ばんぺいくんRX                                | Tatakae! Banpei-kun RX                                  |      |
| 11.    | The Four-Wheel Club Is Now Welcoming Newcomers                  | 4輪部入会受け付け中                                  | Yonrinbu Nyuukai Uketsuke Chuu                          |      |
| 12.    | The Song of the Motor Club                                      | 正調・自動車部々歌                                   | Seichou - Jidoushabu Buka                               |      |
| 13.    | Devil's CD Notice                                               | 「悪魔のCD」告知                                     | "Akuma no CD" Kokuchi                                   |      |
| 14.    | Don't Abuse My Name without Permission                          | 勝手に名前を使わないでね                             | Katte ni Namae wo Tsukawanaide Ne                       |      |
| 15.    | Like I Said, It's Not Me                                        | だから私じゃないんです                               | Dakara watashi ja Nain Desu                             |      |
| 16.    | Let's Play with the Composer Mecha                              | 作曲くんメカと遊ぼう                                 | Sakkyoku-kun Meka to Asobou                             |      |
| 17.    | Rescue This Rude Disc!                                          | 無礼な音盤を救え!                                    | Burei na Onban o Sukue!                                 |      |
| 18.    | As If the Earth Would Smile                                     | 地球が微笑むように                                   | Chikyuu ga Hohoemu you Ni                               |      |
| 19.    | I Can't Leave Him Alone - Everyone Together!                    | 放っとけないのさ全員集合!                            | Hottokenai No Sa Zen'in Shuugou!                        |      |
| Disc 2 |                                                                 |                                                      |                                                         |      |
| 1.     |                                                                 | (20秒CM)紅談茶                                       | (20 Byou CM) Koudancha                                  |      |
| 2.     |                                                                 | (20秒CM)元気もりもり君アイス                         | (20 Byou CM) Genki Morimori-kun Aisu                    |      |
| 3.     | Happiness Accelerates (Live)                                    | しあわせが加速する (ライヴ・ヴァージョン)            | Shiawase ga Kasoku Suru (Raivu vājon)                   |      |
| 4.     | A Message from God (Live)                                       | 神さまの伝言 (ライヴ・ヴァージョン)                  | Kami-sama no Dengon (Raivu vājon)                       |      |
| 5.     |                                                                 | (20秒CM)コース-化粧品・夏の新色                      | (20 Byou CM) Kousuu Keshouhin: Natsu no Shinshoku       |      |
| 6.     |                                                                 | (20秒CM)フジシマの編み棒                             | Fujishima no Amibou                                     |      |
| 7.     | I Can't Leave Him Alone (Claim Taishougaihen Version)           | 放っとけないのさ(クレーム対象外編)                   |                                                         |      |
| 8.     | Call Me Gan-chan!                                               | デンワして岩ちゃん                                   | Denwa Shite Gan-chan                                    |      |
| 9.     |                                                                 | (20秒CM)猫実予備校                                   | (20 Byou CM) Nekomi Yobikou                             |      |
| 10.    | (20-second CM) Kodansha "Afternoon"                             | (20秒CM)講談社「アフタヌーン」                       | (20 Byou CM) Kodansha "Afternoon"                       |      |
| 11.    | Call Me Darling                                                 | デンワしてダーリン                                   | Denwa Shite Daarin                                      |      |
| 12.    | XXX (Kiss Kiss Kiss)                                            | N/A                                                  | N/A                                                     |      |
| 13.    | (20-second CM) Belldandy "A Goddess's Feelings"                 | (20秒CM)ベルダンディー「女神の気持ち」               | (20 Byou CM) Berudandii "Megami no Kimochi"             |      |
| 14.    | (20-second CM) Skuld "The Law of Love"                          | (20秒CM)スクルド「恋の法則」                         | (20 Byou CM) Sukurudo "Koi no Housoku"                  |      |
| 15.    | Pictures at an Exhibition                                       | 展覧会の絵                                           | Tenrankai no E                                          |      |
| 16.    | To Live with Me Is Your Happiness                               | 僕と生きることが君のしあわせ                         | Boku to Ikiru Koto ga Kimi no Shiawase                  |      |
| 17.    | (20-second CM) Urd "Call Me Goddess!"                           | (20秒CM)ウルド「女神さまっとお呼び!」                | (20 Byou CM) Urudo "Megami-sama to Oyobi!"              |      |
| 18.    | (20-second CM) Mikami Debut Pack                                | (20秒CM)三神デビュー・パック                         | (20 Byou CM) Mikami Debyuu Pakku                        |      |
| 19.    | I Can't Confess My Heart, I Wanna Confirm Your Heart (DVD Size) | My Heart言い出せない,Your Heart確かめたい(DVDサイズ) | My Heart Iidasenai, Your Heart Tashikametai (DVD saizu) |      |
| 20.    | Congratulations! (DVD Size)                                     | Congratulations!(DVDサイズ)                          | Contratulations (DVD Saizu)                             |      |

### OVA Soundtrack Plus (Ongakuhen Plus)
| #      | Tiếng Anh Title                                            | Tiếng Nhật Title                          | Tiếng Nhật Title                            | Time |
| #      | Tiếng Anh Title                                            | Kanji                                     | Romaji                                      | Time |
| ------ | ---------------------------------------------------------- | ----------------------------------------- | ------------------------------------------- | ---- |
| Disc 1 |                                                            |                                           |                                             |      |
| 1.     | I Can't Confess My Heart, I Wanna Confirm Your Heart (GFC) | My Heart言い出せない,Your Heart確かめたい | My Heart Iidasenai, Your Heart Tashikametai | 4:15 |
| 2.     | Goddess Descent                                            | 女神降臨                                  | Megami Koriin                               | 0:50 |
| 3.     | Entreaty                                                   | 哀願                                      | Aigan                                       | 2:21 |
| 4.     | Acceptability                                              | 受理                                      | Juri                                        | 0:36 |
| 5.     | Force                                                      | 強制力                                    | Kyoosei Ryoku                               | 1:34 |
| 6.     | Unreliable Friends                                         | あてにならない友達                        | Ate ni Nara nai Todomachi                   | 0:25 |
| 7.     | Contract                                                   | 契約                                      | Keiyaku                                     | 1:32 |
| 8.     | Critical Moment                                            | 危機一髪                                  | Kikiippatsu                                 | 0:56 |
| 9.     | Catch (Nyaa)                                               | N/A                                       | N/A                                         | 0:08 |
| 10.    | Mind Complication (Variation)                              | 複雑な気持ち(テイクB)                     | Fukuzatsu na Kimochi (Teiku B)              | 1:08 |
| 11.    | Restoration                                                | 修復                                      | Shuufuku                                    | 1:48 |
| 12.    | Affectionate Atmosphere                                    | やすらかな雰囲気                          | Ya Sura Kana Funiki                         | 0:39 |
| 13.    | Meddler                                                    | おせっかい者                              | Osekkai Sha                                 | 2:26 |
| 14.    | Restfulness                                                | 安穏                                      | Annon                                       | 0:49 |
| 15.    | Fortune                                                    | 幸運の女神                                | Kooun no Megami                             | 1:46 |
| 16.    | Seaside                                                    | 海辺                                      | Umibe                                       | 0:19 |
| 17.    | Sexy Dynamite!! Part 2                                     | セクシーダイナマイト・パート2             | Sekushii Dainamaito!! Paato Tsuu            | 0:38 |
| 18.    | Troublesome Cupid                                          | 厄介なキューピッド                        | Yakkai na Kyuupiddo                         | 1:49 |
| 19.    | Marine House                                               | 海の家                                    | Umi no Ie                                   | 1:11 |
| 20.    | How Splendid!                                              | なんて素敵だ!                             | Nante Suteki Da!                            | 1:29 |
| 21.    | Catch (Pafu)                                               | N/A                                       | N/A                                         | 0:07 |
| 22.    | Sweetheart                                                 | 恋人                                      | Koibito                                     | 1:42 |
| 23.    | Teardrops                                                  | 涙                                        | Namida                                      | 1:56 |
| 24.    | Shock!                                                     | ショック!                                 | Shokku!                                     | 1:08 |
| 25.    | My Dear                                                    | 愛しい人                                  | Itoshii Hito                                | 1:18 |
| 26.    | With the Result...                                         | というわけで…                             | Toyuu Wake De...                            | 0:54 |
| 27.    | Piano Sonata "Heavens"                                     | ピアノソナタ“天界”                        | Piano Sonata "Tenkai"                       | 1:12 |
| 28.    | The Song of Egg (Kikuko Inoue)                             | たまごのうた                              | Tamago no Uta                               | 0:41 |
| 29.    | And Troublemaker                                           | またも厄介者                              | Mata mo Yakkai Sha                          | 0:14 |
| 30.    | Cake with Tea                                              | ケーキと紅茶                              | Keeki to Koocha                             | 1:43 |
| 31.    | Yearning                                                   | 思慕                                      | Shibo                                       | 0:48 |
| 32.    | With Reason                                                | 理由があって                              | Riyuu Ga at Te                              | 0:37 |
| 33.    | Mission From Seniors                                       | 先輩からの指令                            | Senpai Karo no Shirei                       | 1:30 |
| 34.    | Excellent Beauty                                           | 素晴らしき人                              | Subarashiki Hito                            | 1:10 |
| 35.    | Catch (Boon)                                               | N/A                                       | N/A                                         | 0:09 |
| 36.    | Well-constructed Equation                                  | 整った数式                                | Totonot Ta Suushiki                         | 0:28 |
| 37.    | Fancy                                                      | 空想                                      | Kuusoo                                      | 0:28 |
| 38.    | Super Motorcycle                                           | スーパーバイク                            | Suupaa Baiku                                | 1:51 |
| 39.    | Early Childhood                                            | 幼い頃                                    | Osanai Koro                                 | 1:00 |
| 40.    | Clear Sky                                                  | 晴天                                      | Seiten                                      | 2:39 |
| 41.    | First Racing                                               | 第一レース                                | Dai Ichii Reesu                             | 0:38 |
| 42.    | Struggle for Mastery                                       | 争奪戦                                    | Soodatsu Sen                                | 0:34 |
| 43.    | Winning Passion                                            | 勝利への情熱                              | Shoori e no Joonetsu                        | 1:46 |
| 44.    | Victory!                                                   | 優勝!                                     | Yuushoo!                                    | 1:00 |
| 45.    | Street                                                     | 道                                        | Michi                                       | 1:35 |
| Disc 2 |                                                            |                                           |                                             |      |
| 1.     | Piano Sonata "Illusion"                                    | ピアノソナタ“幻想”                        | Piano Sonata "Gensoo"                       | 2:12 |
| 2.     | Premonition                                                | 予感                                      | Yokan                                       | 2:10 |
| 3.     | Snow Playing                                               | 雪合戦                                    | Yukigassen                                  | 1:11 |
| 4.     | Chasing                                                    | 追っかけっこ                              | Ok Kakekko                                  | 0:18 |
| 5.     | Notice From God                                            | 神さまからの警告                          | Kamisama Kara no Keikoku                    | 2:20 |
| 6.     | Catch (Cheen)                                              | N/A                                       | N/A                                         | 0:09 |
| 7.     | Admonition                                                 | 忠告                                      | Chuukoku                                    | 1:56 |
| 8.     | Feel Oppressed                                             | 苦しい胸中                                | Kurushii Kyoochuu                           | 1:28 |
| 9.     | Be Destined                                                | 運命づけられて                            | Unmei Zuke Rare Te                          | 1:27 |
| 10.    | Sweet-tempered Letter                                      | やさしさの手紙                            | Yasashi Sa no Tegami                        | 2:10 |
| 11.    | Fate Had a Past                                            | 過去を持った運命の女神                    | Kako o Mot ta Unmei no Megami               | 2:27 |
| 12.    | Serious Menace                                             | 重大な脅威                                | Juudai na Kyooi                             | 1:13 |
| 13.    | Misfortune                                                 | 不運                                      | Fuun                                        | 2:04 |
| 14.    | For My Goddess                                             | 女神のために                              | Megami no Tame Ni                           | 1:09 |
| 15.    | Our Dream (Without Brass)                                  | 僕たちの夢(ブラス抜き)                    | Boku Tachi no Yume (Burasu Nuki)            | 2:14 |
| 16.    | Grief-stricken Twosomes                                    | 悲しみに打ちひしがれた二人                | Kanashimi ni Uchi Hishigareta Futari        | 2:09 |
| 17.    | Sympathy                                                   | 共鳴                                      | Kyoomei                                     | 1:40 |
| 18.    | Memories                                                   | 思い出                                    | Omoide                                      | 2:03 |
| 19.    | Ring of Promise                                            | 約束の指輪                                | Yakusoku no Yubiwa                          | 0:52 |
| 20.    | Compulsory Repatriation                                    | 強制送還                                  | Kyoosei Sookan                              | 0:55 |
| 21.    | Last Importance                                            | 最も大事なこと                            | Mottomo Daiji Na Koto                       | 0:27 |
| 22.    | All Over with Her                                          | すべては終わった                          | Subete wa Owat Ta                           | 1:16 |
| 23.    | Recollection                                               | 思い出した                                | Omoidashi Ta                                | 2:08 |
| 24.    | Despaired Of...                                            | 絶望                                      | Zetsuboo                                    | 0:57 |
| 25.    | Ties in the Past                                           | 過去の絆                                  | Kako no Kizuna                              | 2:10 |
| 26.    | Promise and Contract                                       | 約束と契約                                | Yakusoku to Keiyaku                         | 0:46 |
| 27.    | Breach of Contract                                         | 契約違反                                  | Keiyaku Ihan                                | 2:19 |
| 28.    | Congratulations! (Piano)                                   | Congratulations!(ピアノテイク)            | Congratulations! (Pianoteiku)               | 1:35 |
| 29.    | Congratulations! (GFC)                                     | Congratulations!                          | Congratulations!                            | 4:27 |
| 30.    | Mind Complication                                          | 複雑な気持ち(テイクA)                     | Fukuzatsu na Kimochi (Teiku A)              | 2:06 |
| 31.    | Early Childhood (Variation)                                | 幼い頃(左手なし)                          | Osanai Koro (Hidarite Nashi)                | 0:56 |
| 32.    | Premonition (Difference)                                   | 予感(イッちゃってる)                      | Yokan (Ic Chat Teru)                        | 1:20 |
| 33.    | Notice from God (On Melody)                                | 神様からの警告(メロ入り)                  | Kamisama Kara no Keikoku (Mero Iri)         | 2:20 |
| 34.    | Our Dream                                                  | 僕たちの夢                                | Boku Tachi no Yume                          | 2:15 |
| 35.    | Despaired Of... (On Timpani)                               | 絶望(ティンパニ入り)                      | Zetsuboo (Tinpani Iri)                      | 0:58 |
| 36.    | Breach of Contract (On Solo)                               | 契約違反(アドリブ入り)                    | Keiyaku Ihan (Adoribu Iri)                  | 2:18 |

## Oh My Goddess! (OVA)

### I Can't Confess My Heart, I Wanna Confirm Your Heart (My Heart Iidasenai, Your Heart Tashikametai)
- I Can't Confess My Heart, I Wanna Confirm Your Heart là âm nhạc chủ đề cho loạt OVA. Một câu được mượn từ giai điệu Aura Lea trong Nội chiến Hoa Kỳ.
- Congratulations là chủ đề ngoại truyện cho loạt OVA.

| #  | Tiếng Anh Title                                                                      | Tiếng Nhật Title                                                      | Tiếng Nhật Title                                           | Time |
| #  | Tiếng Anh Title                                                                      | Kanji                                                                 | Romaji                                                     | Time |
| -- | ------------------------------------------------------------------------------------ | --------------------------------------------------------------------- | ---------------------------------------------------------- | ---- |
| 1. | I Can't Confess My Heart, I Wanna Confirm Your Heart                                 | マイ・ハート言い出せない ユア・ハート確かめたい                       | My Heart Iidasenai, Your Heart Tashikametai                | 4:16 |
| 2. | Congratulations!                                                                     | コングラチュレイションズ                                              | Omedetou!                                                  | 4:25 |
| 3. | I Can't Confess My Heart, I Wanna Confirm Your Heart (Instrumental) (Takeshi Yasuda) | マイ・ハート言い出せないユア・ハート確かめたい (インストゥルメンタル) | My Heart Iidasenai, Your Heart Tashikametai (Instrumental) | 4:16 |
| 4. | Congratulations! (Instrumental) (Takeshi Yasuda)                                     | コングラチュレイションズ (インストゥルメンタル)                       | Omedetou! (Instrumental)                                   | 4:23 |

### OVA Original Soundtrack 1
| #   | Tiếng Anh Title                                                                                         | Tiếng Nhật Title                                                                                 | Tiếng Nhật Title                                                                     | Time |
| #   | Tiếng Anh Title                                                                                         | Kanji                                                                                            | Romaji                                                                               | Time |
| --- | --- | ------------------------------------------------------------------------------------------------ | ------------------------------------------------------------------------------------ | ---- |
| 1.  | I Can't Confess My Heart, I Wanna Confirm Your Heart (GFC)                                              | オープニング主題歌~マイ・ハート言い出せない,ユア・ハート確かめたい                               | Oopuningu Shudaika ~ Mai Haato Iidasenai, Yua Haato Tashikametai                     | 4:15 |
| 2.  | Goddess Descent                                                                                         | ゴッデス・ディセント                                                                             | Goddesu Disento                                                                      | 0:50 |
| 3.  | Entreaty                                                                                                | エントリーティ                                                                                   | Entoriiti                                                                            | 2:22 |
| 4.  | Acceptability                                                                                           | アセプタビリティ                                                                                 | Aseputabiriti                                                                        | 0:36 |
| 5.  | Force                                                                                                   | フォース                                                                                         | Foosu                                                                                | 1:35 |
| 6.  | Unreliable Friends                                                                                      | アンリリーブル・フレンズ                                                                         | Anririibu Furenzu                                                                    | 0:26 |
| 7.  | Contract                                                                                                | コンタクト                                                                                       | Kontakuto                                                                            | 1:32 |
| 8.  | Critical Moment                                                                                         | クリティカル・モーメント                                                                         | Kuritikaru Moomento                                                                  | 0:57 |
| 9.  | Catch (Nyaa)                                                                                            | キャッチ(nyaa)                                                                                   | Kyatchi (nyaa)                                                                       | 0:09 |
| 10. | Mind Complication                                                                                       | マインド・コンプリケーション                                                                     | Maindo Konpurikeeshon                                                                | 2:06 |
| 11. | Restoration                                                                                             | レストレーション                                                                                 | Resutoreeshon                                                                        | 1:49 |
| 12. | Affectionate Atmosphere                                                                                 | アフェクショネート・アトモスフェアー                                                             | Afekushoneeto Atomosufeaa                                                            | 0:39 |
| 13. | Meddler                                                                                                 | メドラー                                                                                         | Medoraa                                                                              | 2:27 |
| 14. | Restfulness                                                                                             | レストフルネス                                                                                   | Resutofurunesu                                                                       | 0:49 |
| 15. | Ending Theme Song ~ Congratulations! (Video & LD Size) (Midsummer Night's Dream) (OVA size) (GFC)       | エンディング主題歌~コングラチュレイションズ!(ビデオ&LDサイズ) 〈ミッドサマー・ナイツ・ドリーム〉 | Endingu Shudaika ~ Kongurachureishonzu! (Bideo & LD Saizu) (Midosamaa Naitsu Doriimu | 1:33 |
| 16. | Opening Theme Song ~ I Can't Confess My Heart, I Wanna Confirm Your Heart (Video Size) (OVA size) (GFC) | オープニング主題歌~マイ・ハート言い出せない, ユア・ハート確かめたい(ビデオ&LDサイズ)             | Oopuningu Shudaika ~ Mai Haato Iidasenai, Yua Haato Tashikametai (Bideo & LD Saizu)  | 1:36 |
| 17. | Fortune                                                                                                 | フォーチュン                                                                                     | Foochun                                                                              | 1:47 |
| 18. | Seaside                                                                                                 | シー・サイド                                                                                     | Shii Saido                                                                           | 0:20 |
| 19. | Sexy Dynamite!! Part 2                                                                                  | セクシー・ダイナマイト!!パート2                                                                  | Sekushii Dainamaito!! Paato Tsuu                                                     | 0:38 |
| 20. | Troublesome Cupid                                                                                       | トラブルサム・キューピッド                                                                       | Toraburusamu Kyuupiddo                                                               | 1:50 |
| 21. | Marine House                                                                                            | マリーン・ハウス                                                                                 | Mariin Hausu                                                                         | 1:12 |
| 22. | How Splendid!                                                                                           | ハウ・スプレンディド!                                                                            | Hau Supurendido                                                                      | 1:29 |
| 23. | Catch (Pafu)                                                                                            | キャッチ(pafu)                                                                                   | Kyatchi (pafu)                                                                       | 0:07 |
| 24. | Sweetheart                                                                                              | スウィートハート                                                                                 | Suwiitohaato                                                                         | 1:43 |
| 25. | Teardrops                                                                                               | ティアドロップス                                                                                 | Teadoroppusu                                                                         | 1:57 |
| 26. | Shock!                                                                                                  | ショック!                                                                                        | Shokku!                                                                              | 1:08 |
| 27. | My Dear                                                                                                 | マイ・ディアー                                                                                   | Mai Diaa                                                                             | 1:19 |
| 28. | With the Result...                                                                                      | ウィズ・ザ・リサルト…                                                                            | Wizu za Risaruto...                                                                  | 0:54 |
| 29. | Ending Theme Song ~ Congratulations! (GFC)                                                              | エンディング主題歌~コングラチュレイションズ!                                                     | Endingu Shudaika - Kongurachureishonzu!                                              | 4:23 |

### OVA Original Soundtrack 2
| #   | Tiếng Anh Title                                                              | Tiếng Nhật Title                                                  | Tiếng Nhật Title                                                 | Time |
| #   | Tiếng Anh Title                                                              | Kanji                                                             | Romaji                                                           | Time |
| --- | ---------------------------------------------------------------------------- | ----------------------------------------------------------------- | ---------------------------------------------------------------- | ---- |
| 1.  | Piano Sonata "Heavens"                                                       | ピアノ・ソナタ“ヘヴンス”                                          | Piano Sonata "Hevunsu"                                           | 1:13 |
| 2.  | I Can't Confess My Heart, I Wanna Confirm Your Heart (Video & LD size) (GFC) | マイ・ハート言い出せない, ユア・ハート確かめたい                  | Mai Haato Iidasenai, Yua Haato Tashikametai                      | 1:36 |
| 3.  | And Troublemaker                                                             | アンド・トラブルメイカー                                          | Ando Toraburumeikaa                                              | 0:14 |
| 4.  | Cake with Tea                                                                | ケーク・ウイズ・ティー                                            | Keeku uizu Tii                                                   | 1:43 |
| 5.  | Yearning                                                                     | ヤーニング                                                        | Yaaningu                                                         | 0:48 |
| 6.  | With Reason                                                                  | ウィズ・リーズン                                                  | Wizu Riizun                                                      | 0:37 |
| 7.  | Mission From Seniors                                                         | ミッション・フロム・シニアズ                                      | Misshon Furomu Shiniazu                                          | 1:30 |
| 8.  | Excellent Beauty                                                             | エクセレント・ビューティ                                          | Ekuzerento Byuuti                                                | 1:10 |
| 9.  | Catch (Boon)                                                                 | キャッチ(ブーン)                                                  | Kyatchi (buun)                                                   | 0:09 |
| 10. | Well-constructed Equation                                                    | ウェル・コンストラクテッド・エクエーション                        | Weru Konsutorakutedo Ekueeshon                                   | 0:11 |
| 11. | Fancy                                                                        | ファンシー                                                        | Fanshii                                                          | 0:28 |
| 12. | Super Motorcycle                                                             | スーパー・モーターサイクル                                        | Suupaa Mootaasaikuru                                             | 1:51 |
| 13. | Early Childhood                                                              | アーリー・チャイルドフッド                                        | Aarii Chairodofuddo                                              | 1:00 |
| 14. | Clear Sky                                                                    | クリア・スカイ                                                    | Kurea Sukai                                                      | 2:39 |
| 15. | First Racing                                                                 | ファースト・レーシング                                            | Faasuto Reeshingu                                                | 0:38 |
| 16. | Struggle for Mastery                                                         | スタッグル・フォー・マステリー                                    | Sutagguru foo Masuterī                                           | 0:34 |
| 17. | Winning Passion                                                              | ウィニング・パッション                                            | Winingu Passhon                                                  | 1:46 |
| 18. | Victory!                                                                     | ヴィクトリー!                                                     | Vikutorii!                                                       | 1:00 |
| 19. | Street                                                                       | ストリート                                                        | Sutoriito                                                        | 1:38 |
| 20. | The Song of Egg (Evergreen Holy Night) (Kikuko Inoue)                        | たまごのうた 〈エヴァーグリーン・ホリー・ナイト〉                 | Tamago no Uta (Evaaguriin Horii Naito)                           | 0:41 |
| 21. | Piano Sonata "Illusion"                                                      | ピアノ・ソナタ“イリュージョン”                                    | Piano Sonata "Iriuujon"                                          | 2:12 |
| 22. | Premonition                                                                  | プレモニション                                                    | Puremonishon                                                     | 2:10 |
| 23. | Snow Playing                                                                 | スノウ・プレイング                                                | Sunou Pureingu                                                   | 1:11 |
| 24. | Chasing                                                                      | チェイシング                                                      | Cheishingu                                                       | 0:18 |
| 25. | Notice From God                                                              | ノーティス・フロム・ゴッド                                        | Nootisu furomu Goddo                                             | 2:20 |
| 26. | Catch (Cheen)                                                                | キャッチ(チーン)                                                  | Kyatchi (chiin)                                                  | 0:09 |
| 27. | Admonition                                                                   | アドモニション                                                    | Adomonishon                                                      | 1:56 |
| 28. | Feel Oppressed                                                               | フィール・オプレスド                                              | Fiiro Opresudo                                                   | 1:28 |
| 29. | Be Destined                                                                  | ビー・デスティネド                                                | Bii Desutinedo                                                   | 1:27 |
| 30. | Sweet-tempered Letter                                                        | スウィート・テンパード・レター                                    | Suwiito Tenpaado Retaa                                           | 2:10 |
| 31. | Fate Had a Past                                                              | フェイト・ハド・ア・パスト                                        | Feito Hado A Pasuto                                              | 2:27 |
| 32. | To Live With Me Is Your Happiness (For the Love of Goddess) (Masami Kikuchi) | 僕と生きることが君のしあわせ 〈フォー・ザ・ラヴ・オブ・ゴッデス〉 | Boku to Ikiru Koto ga Kimi no Shiawase (Foo za Rabu obu Goddesu) | 4:59 |
| 33. | Serious Menace                                                               | シリアス・ミネース                                                | Shiriasu Mineesu                                                 | 1:13 |
| 34. | Misfortune                                                                   | ミスフォーチュン                                                  | Misufoochun                                                      | 2:04 |
| 35. | For My Goddess                                                               | フォー・マイ・ゴッデス                                            | Foo Mai Goddesu                                                  | 1:09 |
| 36. | Our Dream                                                                    | アワ・ドリーム                                                    | Awa Doriim                                                       | 2:15 |
| 37. | Grief-stricken Twosomes                                                      | グリーフ・ストリッケン・トゥーサムズ                              | Gurīfu Strikken Tuusamuzu                                        | 2:09 |
| 38. | Sympathy                                                                     | シンパシー                                                        | Shinpashii                                                       | 1:40 |
| 39. | Memories                                                                     | メモリーズ                                                        | Memoriizu                                                        | 2:03 |
| 40. | Ring of Promise                                                              | リング・オブ・プロミス                                            | Ringu obu Puromisu                                               | 0:52 |
| 41. | Compulsory Repatriation                                                      | コンパルソリー・レパトリエイション                                | Konparusorii Repatorieishon                                      | 0:55 |
| 42. | Last Importance                                                              | ラスト・インポータンス                                            | Rasuto Inpootansu                                                | 0:27 |
| 43. | All Over with Her                                                            | オール・オーヴァー・ウィズ・ハー                                  | Ooru Oovaa wizu Haa                                              | 1:16 |
| 44. | Recollection                                                                 | リコレクション                                                    | Rikorekushon                                                     | 2:08 |
| 45. | Despaired Of...                                                              | デスペアド・オブ…                                                 | Desupeado Obu...                                                 | 0:57 |
| 46. | Ties in the Past                                                             | タイズ・イン・ザ・パスト                                          | Taizu in za Pasuto                                               | 2:10 |
| 47. | Promise and Contract                                                         | プロミス・アンド・コンタクト                                      | Puromisu ando Kontacto                                           | 0:46 |
| 48. | Breach of Contract                                                           | ブリーチ・オブ・コンタクト                                        | Buriichi obu Kontakuto                                           | 2:19 |
| 49. | Congratulations! (Reprise) (GFC)                                             | コングラチュレイションズ!(リプライズ)                             | Kongurachureishonzu! (ripuraizu)                                 | 4:50 |

## The Adventures of Mini-Goddess

### Call Me Darling (Denwa Shite Daarin)
- Call Me Darling của Yuki Ishii là âm nhạc chủ đề cho phần ngoại truyện mini series. (eps 1-24)

| #  | Tiếng Anh Title                | Tiếng Nhật Title                          | Tiếng Nhật Title                  | Time |
| #  | Tiếng Anh Title                | Kanji                                     | Romaji                            | Time |
| -- | ------------------------------ | ----------------------------------------- | --------------------------------- | ---- |
| 1. | Call Me Darling                | デンワしてダーリン                        | Denwa Shite Daarin                | 4:28 |
| 2. | Summer's Future                | 夏の未来                                  | Natsu no Mirai                    | 3:44 |
| 3. | Call Me Darling (Instrumental) | デンワしてダーリン (インストゥルメンタル) | Denwa Shite Daarin (Instrumental) | 4:28 |

### XXX (Kiss Kiss Kiss)
- XXX (Kiss Kiss Kiss) của SPLASH là âm nhạc chủ đề cho phần ngoại truyện mini series. (tập 25-48)
- Tất cả các bài hát trong album đều có tên tiếng Anh trong khi bản thân các bài hát đều là tiếng Nhật.

| #  | Tiếng Anh Title                                     | Time |
| -- | --------------------------------------------------- | ---- |
| 1. | XXX (Kiss Kiss Kiss)                                | 3:54 |
| 2. | Just First Love                                     | 3:39 |
| 3. | XXX (Kiss Kiss Kiss) (Instrumental) (Kouji Makaino) | 3:53 |
| 4. | Just First Love (Instrumental) (Kouji Makaino)      | 3:37 |

### Mini-Goddess Original Soundtrack 1
| #   | Tiếng Anh Title                                      | Tiếng Nhật Title              | Tiếng Nhật Title                           | Time |
| #   | Tiếng Anh Title                                      | Kanji                         | Romaji                                     | Time |
| --- | ---------------------------------------------------- | ----------------------------- | ------------------------------------------ | ---- |
| 1.  | Let's Tell Your Fortune                              | 占いしようよっ                | Uranaishiyouyo                             | 1:45 |
| 2.  | Secret Treasure in the Attic, Part I                 | 屋根裏の秘宝・前編            | Yaneura no Hihou · Zenpen                  | 3:14 |
| 3.  | Secret Treasure in the Attic, Part II                | 屋根裏の秘宝・後編            | Yaneura no Hihou · Kouhen                  | 2:50 |
| 4.  | Let's Fly in the Sky                                 | 空を飛ぼうよっ                | Sorawo Tobouyo                             | 1:28 |
| 5.  | Let's Fly into Space                                 | 宇宙(そら)を翔(と)ぼうよっ    | Uchuuuwo Tobouyo                           | 2:17 |
| 6.  | Slimming Down! Go!                                   | スリムでGO!                   | Surimude GO!                               | 0:59 |
| 7.  | Gabira, the Giant Monster - The Birth                | 大怪獣ガビラ・誕生篇          | Daikaijuu Gazera · Tanjuuhen               | 2:29 |
| 8.  | Gabira - The Final Battle                            | 大怪獣ガビラ・決戦篇          | Daikaijuu Gazera · Kessenhen               | 1:36 |
| 9.  | For Whom the Bell Tolls - The Mysterious Can of Food | 誰が為に鐘は鳴る 缶詰の謎     | Darega Tameni Kanewa Naru Kanzume no Nazo  | 1:10 |
| 10. | For Whom the Bell Tolls - The Secret of the Diamond  | 誰が為に鐘は鳴る ダイヤの秘密 | Darega Tameni Kanewa Naru Daiya no Himitsu | 1:00 |
| 11. | Gabira - The Strike Back                             | 大怪獣ガビラ・逆襲篇          | Daikaijuu Gazera · Gyakushuuhen            | 1:52 |
| 12. | Let's Play Baseball                                  | 野球やろうぜっ                | Yakyuu Yarouze                             | 0:40 |
| 13. | Urd's Babysitting Adventures                         | ウルドの子守日記              | Urudo no Komorinikki                       | 0:25 |
| 14. | The Proposal Scheme                                  | プロポーズ大作戦ですだ        | Puropoozu Daisakusendesuda                 | 0:54 |
| 15. | Welcome, Newlyweds!                                  | 新婚さんいらっしゃい!!ですだ  | Shinkonsan Irasshai!!desuda                | 0:44 |
| 16. | Call Me Darling                                      | デンワしてダーリンっ          | Denwashite Daarin                          | 0:42 |
| 17. | SOS in the Big Snowfield, Part I                     | 大雪原SOS・前編               | Daisetsugen SOS · Zenpen                   | 0:55 |
| 18. | SOS in the Big Snowfield, Part II                    | 大雪原SOS・後編               | Daisetsugen SOS · Kouhen                   | 1:10 |
| 19. | Kitchen Fighters                                     | キッチンファイター            | Kicchin Faitaa                             | 2:04 |
| 20. | Gan-chan's Magnificent Days                          | 岩ちゃんの華麗なる日々        | Gan-chan no Karei Naru Hibi                | 0:24 |
| 21. | Ah! My Buddha                                        | ああっ仏さまっ                | Aa Hotoke-sama                             | 0:35 |
| 22. | The Story of Gan-chan: Love Me to the Bone           | 岩ちゃんの骨まで愛して        | Gan-chan no Honemade Aishite               | 0:23 |
| 23. | Let's Form a Band! Side A                            | バンドやろうぜ A面            | Bando Yarouze A Men                        | 0:14 |
| 24. | Let's Form a Band! Side B                            | バンドやろうぜ B面            | Bando Yarouze B Men                        | 0:12 |
| 25. | Call Me Darling (On Air Version) (Yuki Ishii)        | デンワしてダーリン(石井ゆき)  | Denwashite Daarin                          | 4:28 |

### Mini-Goddess Original Soundtrack 2
| #   | Tiếng Anh Title | Tiếng Nhật Title                                                                                  | Tiếng Nhật Title | Time |
| #   | Tiếng Anh Title | Kanji                                                                                             | Romaji | Time |
| --- | --- | ------------------------------------------------------------------------------------------------- | --- | ---- |
| 1.  | Chu-Hard - Gan-chan's Desperate Situation                                                                            | チュウ・ハード 岩ちゃん絶体絶命                                                                   | Chuu · Haado Gan-chan Zettai Zetsumei | 2:50 |
| 2.  | Chu-Hard 2 - Descent of the Devil                                                                                    | チュウ・ハード2 魔王降臨                                                                          | Chuu · Haado 2 Maou Kourin | 1:18 |
| 3.  | Pop! Goes the Urd!                                                                                                   | ウルドでPON!                                                                                      | Urudo-de PON! | 1:28 |
| 4.  | Rainy Day | N/A                                                                                               | N/A | 7:08 |
| 5.  | Let's Meet in Our Dreams                                                                                             | 夢で逢いましょう                                                                                  | Yumede Aimashou | 0:46 |
| 6.  | Female Detective Skuld's First Case... Mystery of Three Stolen Treasures: The Dangerous Trap Hidden in Steamy Smoke! | 月曜ワイドサスペンス劇場 女名探偵スクルドの事件簿1 盗まれた三つの秘宝の謎 湯煙に隠された危険な罠! | Getsuyou Waido Sasupensu Gekijou Onnameitantei Sukurudo no Jikenbo (1) Nusumareta Mittsu no Hihou no Nazo Yukemurini Kakusareta Kikennawana! | 0:28 |
| 7.  | Goddess Love Theater - Goddess Blade                                                                                 | 女神 愛の劇場 女神の剣                                                                            | Megami Ai no Gekijou Megami no Ken | 3:33 |
| 8.  | Quick Fix Division of the Tariki Hongan Temple                                                                       | こちら他力本願寺内すぐやる課                                                                      | Kochira Tarikihonganjinai Suguyaruka | 0:17 |
| 9.  | Fishing Journal | 釣りバス日誌                                                                                      | Tsuribasu Nisshi | 0:29 |
| 10. | Give Me Some Servants                                                                                                | 我に僕を                                                                                          | Wareni Bokuwo | 0:20 |
| 11. | Rules of the Ninja, Volume I                                                                                         | 忍びのオキテ・上の巻                                                                              | Shinobi no Okite · Jou no Maki | 2:07 |
| 12. | Rules of the Ninja, Volume II                                                                                        | 忍びのオキテ・下の巻                                                                              | Shinobi no Okite · Ge no Maki | 1:04 |
| 13. | Urd vs. Urd | ウルドVSウルド                                                                                    | Urudo VS Urudo | 0:19 |
| 14. | Gan-chan Runs for Election "Being Self-Made" Edition                                                                 | 岩ちゃん選挙に立つ・立志編                                                                        | Gan-chan Senkyonitatsu · Risshihen | 1:02 |
| 15. | Gan-chan Runs for Election "Times of Change" Edition                                                                 | 岩ちゃん選挙に立つ・風雲編                                                                        | Gan-chan Senkyonitatsu · Fuuunhen | 0:43 |
| 16. | Urd's Ultimate Diet                                                                                                  | ウルド究極ダイエット                                                                              | Urudo Kyuukyoku Daietto | 0:17 |
| 17. | Happy Birthday, Gan-chan                                                                                             | ハッピーバースディ岩ちゃん                                                                        | Happii Baasudi Gan-chan | 0:12 |
| 18. | Ah! My Average College Student                                                                                       | ああっ平凡な大学生っ                                                                              | Aa Heibonna Daigakusei | 0:17 |
| 19. | This Happens Once in a While                                                                                         | こんな事もあるんだねっ                                                                            | Konna Kotomo Arundane | 2:22 |
| 20. | Gan-chan the Locomotive                                                                                              | 機関車岩ちゃん                                                                                    | Kikansha Gan-chan | 4:14 |
| 21. | The Miso Jar | 味噌の壷                                                                                          | Miso no Tsubo | 0:12 |
| 22. | Deluxe Game of Life                                                                                                  | DX人生すごろく・衛星版                                                                            | DX Jinsei Sugoroku · Eiseiban | 0:23 |
| 23. | Mekimeki High School Memorial                                                                                        | めきめきメモリアル                                                                                | Mekimeki Memoriaru | 2:09 |
| 24. | What'll Happen Next?                                                                                                 | これからどうなるのっ                                                                              | Korekara Dounaruno | 0:07 |
| 25. | XXX (Kiss Kiss Kiss)                                                                                                 | N/A                                                                                               | N/A | 3:51 |

### 100 Short Sayings!
| #  | Tiếng Anh Title     | Tiếng Nhật Title                               | Tiếng Nhật Title                                        | Time |
| #  | Tiếng Anh Title     | Kanji                                          | Romaji                                                  | Time |
| -- | ------------------- | ---------------------------------------------- | ------------------------------------------------------- | ---- |
| 1. | Sentences 01 to 20  | 小っちゃいって事はオチ100連発だねっ その01~20  | Chicchaitte Kotowa Ochi 100 Renpatsudane (So no 01~20)  | 4:16 |
| 2. | Sentences 21 to 40  | 小っちゃいって事はオチ100連発だねっ その21~40  | Chicchaitte Kotowa Ochi 100 Renpatsudane (So no 21~40)  | 4:36 |
| 3. | Sentences 41 to 60  | 小っちゃいって事はオチ100連発だねっ その41~60  | Chicchaitte Kotowa Ochi 100 Renpatsudane (So no 41~60)  | 4:09 |
| 4. | Sentences 61 to 80  | 小っちゃいって事はオチ100連発だねっ その61~80  | Chicchaitte Kotowa Ochi 100 Renpatsudane (So no 61~80)  | 4:22 |
| 5. | Sentences 81 to 100 | 小っちゃいって事はオチ100連発だねっ その81~100 | Chicchaitte Kotowa Ochi 100 Renpatsudane (So no 81~100) | 4:38 |
| 6. | Call Me Gan-chan!   | デンワして岩ちゃん                             | Denwa Shite Gan-chan                                    | 4:43 |

### Big Concert (Ôkkina Ensôkai)
Bản mẫu:Oh My Goddess! Soundtracks/album template
| #  | Tiếng Anh Title         | Tiếng Nhật Title           | Tiếng Nhật Title                 | Time |
| #  | Tiếng Anh Title         | Kanji                      | Romaji                           | Time |
| -- | ----------------------- | -------------------------- | -------------------------------- | ---- |
| 1. |                         | 女神組曲その1              | Megami Kumikyoku So no 1         | 5:44 |
| 2. |                         | 女神組曲その2              | Megami Kumikyoku So no 2         | 7:39 |
| 3. | Gabira                  | ガビラ                     | Gabira                           | 7:31 |
| 4. | Ninja's Law             | 忍びのオキテ               | Shinobi no Okite                 | 4:05 |
| 5. |                         | 宇宙巡洋艦うずしおのテーマ | Uchuu Jun'youkan Uzushio no Têma | 2:51 |
| 6. | Chuu Hard               | チュウハート               | Chuu Haato                       | 5:15 |
| 7. | Rainy Day (Extra Track) | N/A                        | N/A                              | 8:38 |

## Ah! My Goddess The Movie

### Try to Wish ~What You Need~ (Try to Wish ~Kimi ni Hitsuyou na Mono~)
- Try to Wish ~What You Need~ by Saori Nishihata is the outro theme for the Movie.

Bản mẫu:Oh My Goddess! Soundtracks/album template
| #  | Tiếng Anh Title                                                           | Tiếng Nhật Title                                     | Tiếng Nhật Title                                      | Time |
| #  | Tiếng Anh Title                                                           | Kanji                                                | Romaji                                                | Time |
| -- | ------------------------------------------------------------------------- | ---------------------------------------------------- | ----------------------------------------------------- | ---- |
| 1. | Try to Wish ~What You Need~                                               | Try To Wish~キミに必要なもの~                        | Try to Wish ~Kimi ni Hitsuyou na Mono~                | 4:48 |
| 2. | Make a Way Please                                                         | N/A                                                  | N/A                                                   | 4:04 |
| 3. | Try to Wish ~What You Need~ (Instrumental) (Nobuo Uematsu, Nittoku Inoue) | Try To Wish~キミに必要なもの~ (インストゥルメンタル) | Try to Wish ~Kimi ni Hitsuyou na Mono~ (Instrumental) | 4:48 |
| 4. | Make a Way Please (Instrumental) (Mizuki, Nittoku Inoue)                  | N/A                                                  | N/A                                                   | 4:02 |

### Ah! My Goddess The Movie - Original Soundtrack
| #   | Tiếng Anh Title                                  | Tiếng Nhật Title                       | Tiếng Nhật Title                                  | Time |
| #   | Tiếng Anh Title                                  | Kanji                                  | Romaji                                            | Time |
| --- | ------------------------------------------------ | -------------------------------------- | ------------------------------------------------- | ---- |
| 1.  | Eternal Moon ~ One Who Disturbs His Sleep        | luna aeterna~眠りを覚ます者~           | Luna Aeterna ~ Nemuri o Samasu Mono               | 2:42 |
| 2.  | Goddess Sings (Kikuko Inoue)                     | dea cantat 女神は歌う                  | Dea Cantat Megami wa Utau                         | 1:10 |
| 3.  | Spring, as Usual                                 | 春,かわらずに                          | Haru Kawarazu Ni                                  | 2:27 |
| 4.  | Master ~ My Dear Master                          | magister~懐かしき師~                   | Magister ~ Natsukashiki Shi                       | 3:48 |
| 5.  | The Fountain of Heart                            | 心の泉                                 | Kokoro no Izumi                                   | 1:23 |
| 6.  | Lesson of Love 3 (Ikue Ootani)                   | 恋のレッスン3                          | Koi no Lesson 3                                   | 4:17 |
| 7.  | Don't Expect Much...                             | 期待しないで…                          | Kitai Shinai De...                                | 1:34 |
| 8.  | In Search of Link                                | 絆,求めて                              | Kizuna Motome Te                                  | 3:08 |
| 9.  | Surely If We Are Together                        | きっと二人なら                         | Kitto Futari Nara                                 | 1:46 |
| 10. | Trusting the Feeling                             | 心,信じて                              | Kokoro, Shinji Te                                 | 0:58 |
| 11. | Jealousy ~ In Hesitation                         | invidia~心ゆれて~                      | Invidia ~ Kokoro Yure Te                          | 1:11 |
| 12. | Reminiscence ~Nostalgia~ (Kikuko Inoue)          | 追想~nostalgia~                        | Tsuioku ~Nostalgia~                               | 4:15 |
| 13. | Evil Crystal ~ Dark Sparkle                      | crystallus malus~暗い輝き~             | Crystallus Malus ~ Kurai Kagayaki                 | 0:57 |
| 14. | Celestin ~ The Leader of Rebellion               | Celestin-Seditionis auctor             | Celestin ~ Seditionis Auctor                      | 2:30 |
| 15. | Confining One's Feeling                          | 想い,閉じ込めて                        | Omoi, Tojikome Te                                 | 1:52 |
| 16. | Wind ~ The Raging Goddess                        | ventus~暴れる女神~                     | Ventus ~ Abareru Megami                           | 2:34 |
| 17. | Hoping for Happiness                             | 幸せ,願って                            | Shiawase, Nagatte                                 | 3:01 |
| 18. | Morgan ~ Sad Love                                | Morgan-amor tristis                    | Morgan ~ Amor Tristis                             | 3:41 |
| 19. | Whisper of Life (Kikuko Inoue, Mio Shionoiri)    | いのちの囁き                           | Inochi no Sasayaki                                | 1:12 |
| 20. | Purpose ~ Rebelling Against Gods                 | propositum~神に抗う~                   | Propositum ~ Kami ni Aragau                       | 3:18 |
| 21. | Thor ~ The God of Destruction                    | Thor~破壊の神~                         | Thor ~ Hakai no Kami                              | 2:08 |
| 22. | Annihilating Thunder                             | 激減轟雷                               | Gekimetsu Gourai                                  | 2:09 |
| 23. | Testimony Between Us                             | 二人の証                               | Futari no Akashi                                  | 1:23 |
| 24. | Chorus of Goddesses (Goddess Family Club)        | coro di dea 女神達の歌声(メインテーマ) | Coro Di Dea Megami Tachi no Utagoe (Mein Teema)   | 2:01 |
| 25. | Prelude of the New World                         | 新世界 序曲                            | Shinsekai Jokyoku                                 | 3:07 |
| 26. | Try to Wish ~What You Need~ (Saori Nishihata)    | Try To Wish~キミに必要なもの~(主題歌)  | Try to Wish ~Kimi ni Hitsuyou na Mono~ (Shudaika) | 4:50 |
| 27. | Song of the Angels (Chorus Only) (Warsaw Chorus) | cantilena angeli 天使の歌              | Cantilena Angeli Tenshi no Uta                    | 3:03 |

## Ah! My Goddess TV Series

### Open Your Mind ~Spreading Little Wings~ (Open Your Mind ~Chiisana Hane Hirogete~)
- Open Your Mind ~Spreading Little Wings~ của Yoko Ishida là nhạc chủ đề giới thiệu cho mùa đầu tiên của bộ phim truyền hình. (eps 1-26)
- Wish là bài nhạc chủ đề giới thiệu mùa đầu tiên của bộ phim truyền hình.eps 1-12, special episode, 24)

| #  | Tiếng Anh Title                                                                             | Tiếng Nhật Title                                             | Tiếng Nhật Title                                       | Time |
| #  | Tiếng Anh Title                                                                             | Kanji                                                        | Romaji                                                 | Time |
| -- | ------------------------------------------------------------------------------------------- | ------------------------------------------------------------ | ------------------------------------------------------ | ---- |
| 1. | Open Your Mind ~Spreading Little Wings~                                                     | Open Your Mind ～小さな羽根ひろげて～                        | Open Your Mind ~Chiisana Hane Hirogete~                | 4:19 |
| 2. | Wish                                                                                        | 願い                                                         | Negai                                                  | 3:47 |
| 3. | Open Your Mind ~Spreading Little Wings~ (Instrumental) (Masami Kishimura, Shirou Hamaguchi) | Open Your Mind ～小さな羽根ひろげて～ (インストゥルメンタル) | Open Your Mind ~Chiisana Hane Hirogete~ (Instrumental) | 4:19 |
| 4. | Wish (Instrumental) (Akifumi Tada)                                                          | 願い (インストゥルメンタル)                                  | Negai (Instrumental)                                   | 3:45 |

### Wing
- Wing của Yoko Takahashi là âm nhạc chủ đề cho phần ngoại truyện mùa đầu tiên của bộ phim truyền hình. (eps 13-23, 25-26)

| #  | Tiếng Anh Title                                 | Tiếng Nhật Title                | Tiếng Nhật Title                 | Time |
| #  | Tiếng Anh Title                                 | Kanji                           | Romaji                           | Time |
| -- | ----------------------------------------------- | ------------------------------- | -------------------------------- | ---- |
| 1. | Wing                                            | N/A                             | N/A                              | 3:14 |
| 2. | On White Wings                                  | 白い翼で                        | Shiroi Tsubasa De                | 5:13 |
| 3. | Wing (Instrumental) (Toshiyuki Omori)           | N/A                             | N/A                              | 3:13 |
| 4. | On White Wings (Instrumental) (Toshiyuki Omori) | 白い翼で (インストゥルメンタル) | Shiroi Tsubasa De (Instrumental) | 5:11 |

### TV Series Original Soundtrack 1
| #   | Tiếng Anh Title                                                               | Tiếng Nhật Title                      | Tiếng Nhật Title                        | Time |
| #   | Tiếng Anh Title                                                               | Kanji                                 | Romaji                                  | Time |
| --- | ----------------------------------------------------------------------------- | ------------------------------------- | --------------------------------------- | ---- |
| 1.  | Open Your Mind ~Spread Your Small Wings~ (On Air Version) (Yoko Ishida)       | OPEN YOUR MIND ～小さな羽根ひろげて～ | Open Your Mind ~Chiisana Hane Hirogete~ | 1:31 |
| 2.  | Prologue                                                                      | プロローグ                            | Puroroogu                               | 1:56 |
| 3.  | Motor Club                                                                    | 自動車部                              | Jidousha-bu                             | 1:38 |
| 4.  | Race                                                                          | レース                                | Reesu                                   | 1:21 |
| 5.  | Urd                                                                           | ウルド                                | Urudo                                   | 1:28 |
| 6.  | Seductive Strike                                                              | お色気攻撃                            | Oiroke Kougeki                          | 1:29 |
| 7.  | Tamiya, Ootaki Senpai                                                         | 田宮、大滝先輩                        | Tamiya, Ootaki Senpai                   | 1:33 |
| 8.  | Uproar                                                                        | 大騒ぎ                                | Oosawagi                                | 1:46 |
| 9.  | Throbbing Heart                                                               | ドキドキ                              | Dokidoki                                | 1:41 |
| 10. | Feeling of Love                                                               | 恋する気持ち                          | Koisuru Kimochi                         | 2:10 |
| 11. | Troublemaker                                                                  | トラブルメーカー                      | Toraubru Meekaa                         | 1:09 |
| 12. | 2nd Class Goddess, 1st Category, Limited                                      | 2級神1種限定                          | Nikyuushin Isshu Gentei                 | 1:30 |
| 13. | Tiny Waltz                                                                    | N/A                                   | N/A                                     | 1:27 |
| 14. | System Force (Konseigasshoudan Tokyo)                                         | 強制力                                | Kyouseiryoku                            | 1:19 |
| 15. | Eyecatch A                                                                    | アイキャッチA                         | Ai-kyatchi Ee                           | 0:09 |
| 16. | Belldandy                                                                     | ベルダンディー                        | Berudandii                              | 1:36 |
| 17. | Gentle Heart                                                                  | 優しい心                              | Yasashii Kokoro                         | 2:12 |
| 18. | Sorrow                                                                        | 悲しみ                                | Kanashimi                               | 1:20 |
| 19. | For the Sake of My Beloved                                                    | 愛する人のために                      | Aisuru Hito no Tame Ni                  | 2:01 |
| 20. | Faint Heartache                                                               | 微かな胸騒ぎ                          | Kasukana Munasawagi                     | 1:34 |
| 21. | Sayoko                                                                        | 沙夜子                                | Sayoko                                  | 1:21 |
| 22. | Silent Confrontation                                                          | 静かな対決                            | Shizukana Taiketsu                      | 1:59 |
| 23. | Approaching Terror                                                            | 迫り来る恐怖                          | Semarikuru Kyoufu                       | 1:09 |
| 24. | Magic Battle                                                                  | 魔法バトル                            | Mahou Batoru                            | 1:33 |
| 25. | 1st Class Goddess, 2nd Category, Unlimited ~Sanctus~ (Konseigasshoudan Tokyo) | 1級神2種非限定 ～Sanctus～            | Nikyuushin Isshu Gentei ~Sanctus~       | 2:12 |
| 26. | Friendship                                                                    | 友情                                  | Yuujou                                  | 1:43 |
| 27. | Happy End                                                                     | ハッピーエンド                        | Happii Endo                             | 1:21 |
| 28. | Preview                                                                       | 予告                                  | Yokoku                                  | 0:18 |
| 29. | Wish (On Air Version) (Yoko Ishida)                                           | 願い                                  | Negai                                   | 1:31 |

### TV Series Original Soundtrack 2
| #   | Tiếng Anh Title                                       | Tiếng Nhật Title                   | Tiếng Nhật Title             | Time |
| #   | Tiếng Anh Title                                       | Kanji                              | Romaji                       | Time |
| --- | ----------------------------------------------------- | ---------------------------------- | ---------------------------- | ---- |
| 1.  | Heaven                                                | 天上界                             | Tenjoukai                    | 1:16 |
| 2.  | Subtitle                                              | サブタイトル                       | Sabutaitoru                  | 0:07 |
| 3.  | One Gentle Day                                        | 穏やかな一日                       | Odayakana Ichinichi          | 1:43 |
| 4.  | First Date                                            | 初めてデート                       | Hajimete Deeto               | 1:21 |
| 5.  | A Ride in the Sidecar                                 | サイドカーに乗って                 | Saidokaa ni Notte            | 2:04 |
| 6.  | Marller                                               | マーラー                           | Maaraa                       | 1:36 |
| 7.  | Urd Runs Wild!                                        | ウルド暴走！                       | Urudo Bousou!                | 1:38 |
| 8.  | Happy Mischief                                        | 愉快ないたずら                     | Yukaina Itazura              | 1:34 |
| 9.  | Skuld                                                 | スクルド                           | Sukurudo                     | 1:25 |
| 10. | Parting                                               | 別れ                               | Wakare                       | 1:37 |
| 11. | Loneliness                                            | 孤独                               | Kodoku                       | 1:37 |
| 12. | Ultimate Destruction Program (Konseigasshoudan Tokyo) | 究極破壊プログラム                 | Kyuukyoku Hakai Puroguramu   | 2:08 |
| 13. | Eyecatch B                                            | アイキャッチＢ                     | Ai-kyatchi Bii               | 0:07 |
| 14. | Urd vs. Marller (Part 1)                              | ウルドＶＳマーラー Ｐａｒｔ１      | Urudo VS Maaraa (Paato Wan)  | 1:36 |
| 15. | Urd vs. Marller (Part 2)                              | ウルドＶＳマーラー Ｐａｒｔ２      | Urudo VS Maaraa (Paato Tsuu) | 0:42 |
| 16. | Demon Realm                                           | 魔界                               | Makai                        | 1:45 |
| 17. | Nightmare                                             | 悪夢                               | Akumu                        | 1:24 |
| 18. | Worrying Occurrence                                   | 困った出来事                       | Komatta Dekigoto             | 1:44 |
| 19. | Absolution                                            | 絶対絶命                           | Zettaizetsumei               | 1:23 |
| 20. | Banpei-kun                                            | バンペイ君                         | Banpei-kun                   | 1:22 |
| 21. | Swaying Heart                                         | 揺れる思い                         | Yureru Omoi                  | 1:38 |
| 22. | The Love of Two People                                | 恋する二人                         | Koisuru Futari               | 1:27 |
| 23. | 2nd Class Goddess Limited                             | ２級神管理限定                     | Nikyuushin Kanri Gentei      | 1:44 |
| 24. | Lord of Terror                                        | 恐怖の大王                         | Kyoufu no Daiou              | 1:20 |
| 25. | The Dark Cloud Approaches                             | 忍び寄る暗雲                       | Shinobi Yoru An'un           | 1:37 |
| 26. | Last Battle ~Libera me~ (Konseigasshoudan Tokyo)      | ラストバトル ～Ｌｉｂｅｒａ ｍｅ～ | Rasuto Batoru ~Ribera Mii~   | 2:37 |
| 27. | Tomorrow's Future                                     | 明日に向かって                     | Ashita ni Mukatte            | 1:47 |
| 28. | Wing (On Air Version) (Yoko Takahashi)                | N/A                                | N/A                          | 1:33 |

### Variety Album 1
| #   | Tiếng Anh Title                                                                               | Tiếng Nhật Title              | Tiếng Nhật Title                   | Time |
| #   | Tiếng Anh Title                                                                               | Kanji                         | Romaji                             | Time |
| --- | --------------------------------------------------------------------------------------------- | ----------------------------- | ---------------------------------- | ---- |
| 1.  | Drama Eps. 1 - The Future of the Motor Club                                                   | ドラマeps.1{自動車部の行く末} | Drama eps.1 - Jidoshabu no Yukusue | 1:16 |
| 2.  | Drama Eps. 2 - Direct to Pride                                                                | ドラマeps.2{のど自慢に向けて} | Drama eps.2 - Nodojiman ni Mukete  | 4:39 |
| 3.  | Drama Eps. 3 - Forest Home Harmony                                                            | ドラマeps.3{森里家の団欒}     | Drama eps.3 - Morisatoke no Danran | 1:04 |
| 4.  | Drama Eps. 4 - Tension                                                                        | ドラマeps.4{緊張}             | Drama eps.4 - Kincho               | 2:32 |
| 5.  | Drama Eps. 5 - Seeing Evil                                                                    | ドラマeps.5{悪だくみ}         | Drama eps.5 - Warudakumi           | 0:33 |
| 6.  | For You ~Offer the Flower of Love~ (Masami Kikuchi - Keiichi)                                 | For You~愛の花を捧げたい~     | For You ~Ai no Hana wo Sasagetai~  | 4:53 |
| 7.  | Drama Eps. 6 - Ja Jaan                                                                        | ドラマeps.6{ジャジャーン}     | Drama eps.6 - Jajan                | 1:25 |
| 8.  | Drama Eps. 7 - Opening                                                                        | ドラマeps.7{幕開け}           | Drama eps.7 - Makuake              | 2:32 |
| 9.  | Drama Eps. 8 - Showdown                                                                       | ドラマeps.8{対決}             | Drama eps.8 - Taiketsu             | 2:33 |
| 10. | Drama Eps. 9 - Behind the Scenes                                                              | ドラマeps.9{舞台裏}           | Drama eps.9 - Butaiura             | 1:19 |
| 11. | Lightning Firestone - Learn from the Past (Kiyoyuki Yanada & Issei Futamata - Tamiya & Otaki) | 電光石火に温故知新            | Denkousekka ni Onkochishin         | 2:43 |
| 12. | Drama Eps. 10 - Chaos                                                                         | ドラマeps.10{大乱闘}          | Drama eps.10 - Dairanto            | 6:28 |
| 13. | The State of My Heart (Kikuko Inoue - Belldandy)                                              | ココロのままに                | Kokoro no Mama Ni                  | 4:42 |
| 14. | Drama Eps. 11 - Happy Dream                                                                   | ドラマeps.11{楽しい夢}        | Drama eps.11 - Tanoshi Yume        | 2:11 |

### Variety Album 2
| #   | Tiếng Anh Title                                                      | Tiếng Nhật Title                 | Tiếng Nhật Title                          | Time |
| #   | Tiếng Anh Title                                                      | Kanji                            | Romaji                                    | Time |
| --- | -------------------------------------------------------------------- | -------------------------------- | ----------------------------------------- | ---- |
| 1.  | Drama Eps. 1 - Sing Freely! Eat Freely!                              | ドラマeps.1{歌い放題!食べ放題!}  | Drama eps.1 - Utai Hodai! Tabe Hodai!     | 2:36 |
| 2.  | Drama Eps. 2 - Let's Go Transformation!                              | ドラマeps.2{レッツゴー変身!}     | Drama eps.2 - Let's Go Henshin!           | 3:59 |
| 3.  | Drama Eps. 3 - Ominous                                               | ドラマeps.3{不気味…}             | Drama eps.3 - Bukimi                      | 1:17 |
| 4.  | On Tiptoe My Love (Aya Hisakawa & Yuriko Fuchizaki - Skuld & Megumi) | 背伸びしてMY LOVE                | Senobishite MY LOVE                       | 4:55 |
| 5.  | Drama Eps. 4 - Manly Charm                                           | ドラマeps.4{男性の魅力}          | Drama eps.4 - Dansei no Miryoku           | 6:51 |
| 6.  | Drama Eps. 5 - Story of Friend...?                                   | ドラマeps.5{お友達のお話…?}      | Drama eps.5 - Otomodachi no Ohanashi....? | 3:40 |
| 7.  | Premonition of Destiny (Mamiko Noto - Sayoko)                        | 運命の予感                       | Unmei no Yokan                            | 4:58 |
| 8.  | Drama Eps. 6 - Forbidden Love?!                                      | ドラマeps.6{禁断の愛!?}          | Drama eps.6 - Kindan no Ai!?              | 2:51 |
| 9.  | Drama Eps. 7 - Delusion                                              | ドラマeps.7{妄想}                | Drama eps.7 - Moso                        | 4:59 |
| 10. | Drama Eps. 8 - On with Life!                                         | ドラマeps.8{人生前向きに!}       | Drama eps.8 - Jinsei Maemuki Ni!          | 1:20 |
| 11. | Since It's Love, Leave It to Me! (Yumi Touma - Urd)                  | 恋ならヨロコンデ!                | Koi nara Yorokonde!                       | 3:43 |
| 12. | Drama Eps. 9 - Have Fun Now!                                         | ドラマeps.9{お楽しみはこれから!} | Drama eps.9 - Otanoshimi wa Korekara!     | 1:40 |

### Variety Album 3
| #   | Tiếng Anh Title                                                                           | Tiếng Nhật Title                   | Tiếng Nhật Title                             | Time |
| #   | Tiếng Anh Title                                                                           | Kanji                              | Romaji                                       | Time |
| --- | ----------------------------------------------------------------------------------------- | ---------------------------------- | -------------------------------------------- | ---- |
| 1.  | Drama Eps. 1 - Becoming Aware                                                             | ドラマeps.1{気付いてほしいっっ!}   | Drama eps.1 - Kizuite hoshii!                | 2:58 |
| 2.  | Drama Eps. 2 - Tell the Truth                                                             | ドラマeps.2{実は…}                 | Drama eps.2 - Jitsuwa...                     | 3:02 |
| 3.  | Where the Feather Grows (Aya Hisakawa - Skuld)                                            | 羽根の生えたスニーカー             | Hane no Namaeta Sneaker                      | 3:48 |
| 4.  | Drama Eps. 3 - Celebrate                                                                  | ドラマeps.3{お祝いしましょう!}     | Drama eps.3 - Oiwai shimasho!                | 3:19 |
| 5.  | Drama Eps.4 - Let's Go                                                                    | ドラマeps.4{行くわよ!!}            | Drama eps.4 - Ikuwayo!!                      | 2:20 |
| 6.  | Drama Eps. 5 - Unique Present                                                             | ドラマeps.5{ユニークなプレゼント}  | Drama eps.5 - Unique na Present              | 5:24 |
| 7.  | Drama Eps. 6 - Tactical Meeting                                                           | ドラマeps.6{作戦会議}              | Drama eps.6 - Sakusen Kaigi                  | 4:53 |
| 8.  | Not Earthbound, But Toward Eternity (Kikuko Inoue & Masami Kikuchi - Belldandy & Keiichi) | 地上(ここ)より永遠(とわ)に         | Chijou Yori, Eien Ni                         | 4:42 |
| 9.  | Drama Eps. 7 - Motor Club, Sings Again!                                                   | ドラマeps.7{愛憎の自動車部,再び…}  | Drama eps.7 - Aizo no Jidoshabu, Hutatabi... | 4:28 |
| 10. | Drama Eps. 8 - Motor Club, Last Chapter                                                   | ドラマeps.8{愛憎の自動車部,最終章} | Drama eps.8 - Aizo no Jidoshabu, Saishusho   | 1:26 |
| 11. | Drama Eps. 9 - Poem                                                                       | ドラマeps.9{ポエム}                | Drama eps.9 - Poem                           | 1:55 |
| 12. | Journey's Wind (Kikuko Inoue, Yumi Touma, Aya Hisakawa - Belldandy, Urd, Skuld)           | 旅立ちの風                         | Tabidachi no Kaze                            | 4:53 |
| 13. | Drama Eps. 10 - In Addition...                                                            | ドラマeps.10{またね}               | Drama eps.10 - Matane                        | 2:08 |

## Ah! My Goddess: Everyone Has Wings

### The Color of Joy (Shiawase no Iro)
- The Color of Joy by Yoko Ishida is the intro theme for the second season of the TV series (ああっ女神さまっ それぞれの翼 - 'Aa! Megami-sama! Sorezore no Tsubasa').
- Our Miracle is the outro theme for the second season of the TV series. (eps 1-11)

| #  | Tiếng Anh Title                                                  | Tiếng Nhật Title                    | Tiếng Nhật Title                | Time |
| #  | Tiếng Anh Title                                                  | Kanji                               | Romaji                          | Time |
| -- | ---------------------------------------------------------------- | ----------------------------------- | ------------------------------- | ---- |
| 1. | The Color of Joy                                                 | 幸せのいろ                          | Shiawase no Iro                 | 4:48 |
| 2. | Our Miracle                                                      | 僕らのキセキ                        | Bokura no Kiseki                | 4:12 |
| 3. | The Color of Joy (Instrumental) (Kouhei Tanaka, Yasuhisa Murase) | 幸せのいろ (インストゥルメンタル)   | Shiawase no Iro (Instrumental)  | 4:48 |
| 4. | Our Miracle (Instrumental) (Akifumi Tada)                        | 僕らのキセキ (インストゥルメンタル) | Bokura no Kiseki (Instrumental) | 4:08 |

### As Lovers (Koibito Doushi)
- As Lovers by Jyukai is the outro theme for "Everyone Has Wings" series. (eps 12-24)

| #  | Tiếng Anh Title                                | Tiếng Nhật Title                | Tiếng Nhật Title             | Time |
| #  | Tiếng Anh Title                                | Kanji                           | Romaji                       | Time |
| -- | ---------------------------------------------- | ------------------------------- | ---------------------------- | ---- |
| 1. | As Lovers                                      | 恋人同士                        | Koibitodoushi                | 5:04 |
| 2. | Don't Forget Me                                | 勿忘草                          | Wasurenagusa                 | 4:03 |
| 3. | As Lovers (Instrumental) (Yoshiaki Dewa)       | 恋人同士 (インストゥルメンタル) | Koibitodoushi (Instrumental) | 5:04 |
| 4. | Don't Forget Me (Instrumental) (Yoshiaki Dewa) | 勿忘草 (インストゥルメンタル)   | Wasurenagusa (Instrumental)  | 4:03 |

### Everyone Has Wings Original Soundtrack
| #   | Tiếng Anh Title                                 | Tiếng Nhật Title   | Tiếng Nhật Title          | Time |
| #   | Tiếng Anh Title                                 | Kanji              | Romaji                    | Time |
| --- | ----------------------------------------------- | ------------------ | ------------------------- | ---- |
| 1.  | The Color of Joy (On Air Version) (Yoko Ishida) | 幸せのいろ         | Shiawase no Iro           | 1:32 |
| 2.  | Peorth                                          | ペイオース         | Peioosu                   | 1:45 |
| 3.  | That Happiness You Load                         | あなたに幸あれ     | Anata ni Sachi Are        | 1:35 |
| 4.  | Trouble Chase                                   | トラブル・チェイス | Toraburu Cheisu           | 1:35 |
| 5.  | Morisato's Everyday Life at Home                | 森里家の日常       | Morisato-ke no Nichijou   | 1:32 |
| 6.  | Flying Broom                                    | N/A                | N/A                       | 2:09 |
| 7.  | Goddess's Pride                                 | 女神のプライド     | Megami no Puraido         | 2:02 |
| 8.  | Panic Station                                   | N/A                | N/A                       | 1:34 |
| 9.  | Evil Spirit Payment                             | 悪霊払い           | Akuryou-barai             | 1:39 |
| 10. | Love Medicine                                   | 惚れ薬             | Hore-gusuri               | 1:30 |
| 11. | Devil Urd                                       | 魔神ウルド         | Majin Urudo               | 1:35 |
| 12. | Hild                                            | ヒルド             | Hirudo                    | 1:42 |
| 13. | Keiichi Contest                                 | 榮一争奪戦         | Keiichi Soudatsusen       | 2:15 |
| 14. | Goddess Speed                                   | N/A                | N/A                       | 2:07 |
| 15. | Where the Wind Meets                            | 風の出会う場所     | Kaze no Deau Basho        | 2:15 |
| 16. | A Boy Satte                                     | 一難去って、また…  | Ichinan Satte, Mata...    | 1:17 |
| 17. | Eyecatch B                                      | アイキャッチB      | Ai-kyatchi Bii            | 0:09 |
| 18. | Calm Afternoon                                  | 穏やかな午後       | Odayakana Gogo            | 1:49 |
| 19. | Ordinary Happiness                              | 平凡な幸せ         | Heibon na Shiawase        | 1:46 |
| 20. | Languid Habanera                                | 気怠いハバネラ     | Kedarui Habanera          | 1:39 |
| 21. | Troubadour                                      | トルバドール       | Torubadooru               | 1:37 |
| 22. | Don't Be Confused                               | あわてないで       | Awatenaide                | 1:33 |
| 23. | Ninja Master                                    | ニンジャマスター   | Ninja Mastaa              | 1:20 |
| 24. | Ninja's Law                                     | 忍びのオキテ       | Shinobi no Okite          | 1:29 |
| 25. | Skuld's First Love                              | スクルドの初恋     | Sukurudo no Hatsukoi      | 1:45 |
| 26. | Premonition of Sadness                          | 悲しみの予感       | Kanashimi no Yokan        | 1:39 |
| 27. | Blending Intention                              | 交錯する意思       | Kousakusuru Ishi          | 1:28 |
| 28. | The Devil's Descent                             | 大魔界長 降臨      | Daimakaichou Kourin       | 1:39 |
| 29. | All the Feelings in My Chest                    | すべての想いを胸に | Subete no Omoi wo Mune Ni | 1:39 |
| 30. | Invisible Shield                                | N/A                | N/A                       | 2:04 |
| 31. | Sparkling Battle                                | N/A                | N/A                       | 2:10 |
| 32. | Everyone Has Wings                              | それぞれの翼       | Sorezore no Tsubasa       | 2:23 |
| 33. | After the Dream                                 | 夢のあとに         | Yume no Ato Ni            | 2:23 |
| 34. | Our Miracle (On Air Version) (Yoko Ishida)      | 僕らのキセキ       | Bokura no Kiseki          | 1:31 |

### Drama CD 1
| #  | Tiếng Anh Title                                                                    | Tiếng Nhật Title                                           | Tiếng Nhật Title                                              | Time  |
| #  | Tiếng Anh Title                                                                    | Kanji                                                      | Romaji                                                        | Time  |
| -- | ---------------------------------------------------------------------------------- | ---------------------------------------------------------- | ------------------------------------------------------------- | ----- |
| 1. | "Fly to you" (Kikuko Inoue - Belldandy)                                            | N/A                                                        | N/A                                                           | 3:37  |
| 2. |                                                                                    | 細腕繁盛記!?ベルダンディーの若女将奮闘記 ドラマeps.1       | Hosoude Hanjoki!? Berudandii no Wakaokami Huntoki Drama eps.1 | 14:01 |
| 3. |                                                                                    | 細腕繁盛記!?ベルダンディーの若女将奮闘記 ドラマeps.2       | Hosoude Hanjoki!? Berudandii no Wakaokami Huntoki Drama eps.2 | 16:10 |
| 4. |                                                                                    | 細腕繁盛記!?ベルダンディーの若女将奮闘記 ドラマeps.3       | Hosoude Hanjoki!? Berudandii no Wakaokami Huntoki Drama eps.3 | 9:32  |
| 5. | Belldandy's Bonus Voice 1 - "Wake Up With Belldandy" (Kikuko Inoue - Belldandy)    | ベルダンディーのおまけヴォイス1 「お目覚めベルダンディー」 | Berudandi no Omake Voice 1 - "Omezame Berudandii"             | 0:38  |
| 6. | Belldandy's Bonus Voice 2 - "Sleep Well With Belldandy" (Kikuko Inoue - Belldandy) | ベルダンディーのおまけヴォイス2 「おやすみベルダンディー」 | Berudandi no Omake Voice 2 - "Oyasumi Berudandii"             | 0:33  |

### Drama CD 2
| #  | Tiếng Anh Title                                                           | Tiếng Nhật Title                              | Tiếng Nhật Title                                                   | Time  |
| #  | Tiếng Anh Title                                                           | Kanji                                         | Romaji                                                             | Time  |
| -- | ------------------------------------------------------------------------- | --------------------------------------------- | ------------------------------------------------------------------ | ----- |
| 1. | Wind's Melody (Kikuko Inoue - Belldandy)                                  | 風のMelody                                    | Kaze no Melody                                                     | 4:33  |
| 2. | Shocking Confession! My Method's Secret That No One Knows of - Drama Ep 1 | 衝撃告白!誰も知らないオレ流の秘密 ドラマeps.1 | Shougeki Kokuhaku! Daremo Shiranai Ore Ryuu no Himitsu Drama eps.1 | 15:15 |
| 3. | Shocking Confession! My Method's Secret That No One Knows of - Drama Ep 2 | 衝撃告白!誰も知らないオレ流の秘密 ドラマeps.2 | Shougeki Kokuhaku! Daremo Shiranai Ore Ryuu no Himitsu Drama eps.2 | 7:11  |
| 4. | Shocking Confession! My Method's Secret That No One Knows of - Drama Ep 3 | 衝撃告白!誰も知らないオレ流の秘密 ドラマeps.3 | Shougeki Kokuhaku! Daremo Shiranai Ore Ryuu no Himitsu Drama eps.3 | 13:18 |
| 5. | Belldandy's Bonus Voice 1 (Kikuko Inoue - Belldandy)                      | ベルダンディーのおまけヴォイス1               | Belldandy no Omake Voice 1                                         | 0:30  |
| 6. | Belldandy's Bonus Voice 2 (Kikuko Inoue - Belldandy)                      | ベルダンディーのおまけヴォイス2               | Belldandy no Omake Voice 2                                         | 0:35  |

## Ah! My Goddess: Fighting Wings

### Star of Love (Ai no Hoshi)
- Star of Love by Jyukai is the intro theme for the Ah! My Goddess: Fighting Wings.
- Farewell Gift Melody is the outro theme for the Ah! My Goddess: Fighting Wings

| #  | Tiếng Anh Title                                     | Tiếng Nhật Title                           | Tiếng Nhật Title   | Time |
| #  | Tiếng Anh Title                                     | Kanji                                      | Romaji             | Time |
| -- | --------------------------------------------------- | ------------------------------------------ | ------------------ | ---- |
| 1. | Star of Love                                        | 愛の星                                     | Ai no Hoshi        | 4:01 |
| 2. | Farewell Gift Melody                                | ハナムケのメロディ―                        | Hanamuke no Melody | 4:26 |
| 3. | The Way Back                                        | 帰り道                                     | Kaerimichi         | 2:57 |
| 4. | Star of Love (Instrumental) (Yoshiaki Dewa)         | 愛の星 (インストゥルメンタル)              | Ai no Hoshi        | 4:01 |
| 5. | Farewell Gift Melody (Instrumental) (Yoshiaki Dewa) | ハナムケのメロディ― (インストゥルメンタル) | Hanamuke no Melody | 4:25 |